# Haiti
Haiti (gesprochen [haˈiːti]; haitianisch Ayiti, französisch Haïti [a.i.'ti]), amtlich Republik Haiti ist ein auf der Insel Hispaniola in den Großen Antillen gelegener Inselstaat. Er umfasst den westlichen Teil der Karibikinsel, deren Ostteil die Dominikanische Republik einnimmt. Die etwa elf Millionen Einwohner Haitis sind größtenteils subsahara-afrikanischer Abstammung. Hauptstadt des Landes ist Port-au-Prince.
Haiti war nach der französischen Kolonialzeit der erste unabhängige Staat der Karibik. Die im Jahr 1804 nach langen Auseinandersetzungen in der Haitianischen Revolution erkämpfte Unabhängigkeit führte zu einem wirtschaftlichen Niedergang des vormals prosperierenden Landes. Die weltweit erste Republik von Schwarzen verlor nicht nur die Kenntnisse und Netzwerke der kolonialen Strukturen, sondern wurde auch gezwungen, gut 20 Jahre lang Ersatzzahlungen an die enteigneten und vertriebenen Landbesitzer zu zahlen. Es ergab sich eine Staatsverschuldung, die das Land ebenso belastete wie die bis 1838 dauernde Weigerung Frankreichs und anderer Nationen, Haiti als souveränes Land anzuerkennen. Hinzu kamen von Anbeginn innere Spannungen und Auseinandersetzungen, Spaltungen und Machtkämpfe sowie Kriege gegen den Ostteil der Insel, die eine wirkliche Entwicklung in Wirtschaft und Gesellschaft unmöglich machten. Letztlich griffen Korruption und innere politische Blockaden um sich und all dies trug dazu bei, dass Haiti heute ein unterentwickeltes Land ist.
Haiti ist das einzige Land der westlichen Hemisphäre, das zu den am wenigsten entwickelten Ländern der Welt gezählt wird. Die kaum ausgeprägte Binnenwirtschaft hat Haiti ebenso wie die instabile politische Lage mit häufigen Unruhen zu einem gescheiterten Staat gemacht, aus dem seit Mitte der 1990er Jahre über drei Millionen Bürger ausgewandert sind.
Am 7. Juli 2021 wurde der amtierende Präsident Jovenel Moïse ermordet, ohne dass die Täter gefasst wurden. Seitdem sind die seit langem sehr fragilen staatlichen Strukturen erneut weitgehend zusammengebrochen. Moïses De-facto-Nachfolger Ariel Henry versuchte bis zu seinem Rücktritt im März 2024, das Land autoritär zu regieren, und ließ keine freien Wahlen zu. Der Staat kontrolliert aber nur noch etwa die Hälfte des Landes, der Rest ist in der Hand von bewaffneten Banden.

## Geografie
Haitis Nachbarn sind die Turks- und Caicosinseln, die Dominikanische Republik, Jamaika, Kuba und die Bahamas.

### Landschaftsstruktur
Das Staatsgebiet im Westen der Insel Hispaniola hat die Form eines nach Westen geöffneten „U“, das durch zwei lange Halbinseln gebildet wird. Dazwischen liegt der Golfe de la Gonâve, an dessen östlichem Ende die Hauptstadt Port-au-Prince liegt. Zu Haiti gehören auch vorgelagerte Inseln wie die Île de la Tortue, die Île de la Gonâve und die Île à Vache.
Der höchste Berg ist mit einer Höhe von 2674 m der Pic la Selle. Er liegt im Südosten des Landes in der Sierra de Bahoruco, unweit der Grenze zur noch gebirgigeren Dominikanischen Republik. Mit diesem östlichen Nachbarstaat auf der Insel Hispaniola hat Haiti eine 388 km lange Landgrenze. In der Landesmitte erreichen die Berge 1500 m bis 1800 m, im Massif du Sud auf der weit gegen Jamaika vorragenden Tiburon-Halbinsel bis etwa 2400 m.

### Geologie und Tektonik
Geologisch liegt die Insel Hispaniola über der Grenze zwischen Karibischer und Nordamerikanischer Platte. Infolge dieser Verwerfung kommt es zu häufigen seismischen Aktivitäten. In den Jahren 1751, 1842, 1860, 2010 und zuletzt 2021 wurde Haiti von schweren Erdbeben getroffen.

### Bodenerosion
Haiti ist stark von Bodenerosion und Entwaldung betroffen; Behauptungen, der tropische Regenwald sei zu 98 % abgeholzt, sind aber stark übertrieben. In der Landreform Anfang des 19. Jahrhunderts erhielten Bauernfamilien je 15 ha Farmland. Die Nachkommen dieser Landerben teilten das Land in immer kleinere Stücke auf. 1971 war das auf eine Bauernfamilie entfallende Land nur noch knapp 1,5 ha groß. Um zu überleben, musste das Land übernutzt werden. Starke Erosion war die Folge und der Boden wurde innerhalb weniger Jahre unfruchtbar. Auch wenn die Nachkommen noch steilere Hänge für die Landwirtschaft nutzbar machten, führte der landesweite Verlust an landwirtschaftlichen Flächen für den eigenen Verbrauch zur sozialen Destabilisierung des Landes.

### Klima und Wirbelstürme
Haitis Klima ist durchgehend tropisch und daher von stärkeren Temperaturunterschieden während des Tages als während des Jahres geprägt. Die Niederschläge betragen im Großteil Haitis etwa 1300 mm, jedoch im Nordwesten, wo es nur im Sommer regnet, lediglich etwa 500 mm. Während des Jahres gibt es zwei Hauptregenzeiten, von April bis Mai und von September bis Oktober. Durch die Nähe zum warmen Golfstrom beträgt die Wassertemperatur 25 °C.
Haiti liegt im Bereich tropischer Wirbelstürme. Der Hurrikan Jeanne richtete im September 2004 erhebliche Schäden in der Gegend um die Stadt Gonaïves an. Dabei kam es in Haiti zu etwa 3150 Todesopfern. Besonders schlimm traf es den Staat im August und September 2008, als vier aufeinanderfolgende tropische Wirbelstürme durch Starkwind und Starkregen Zerstörungen anrichteten. Durch die Auswirkungen von Tropensturm Fay, Hurrikan Gustav, Tropensturm Hanna und Hurrikan Ike wurden in Haiti insgesamt rund 800 Personen getötet.

### Flora, Fauna und Naturschutz
Da Hispaniola seit langer Zeit vom amerikanischen Festland getrennt ist, konnte sich eine relativ große Anzahl an Tieren und Pflanzen unabhängig vom Festland entwickeln. So sind von etwa 5000 Pflanzenarten, die in Haiti vorkommen, etwa 35 Prozent endemisch. Durch die Einführung von Nutztieren und Kulturfolgern durch die Kolonisatoren wurde die Vielfalt der endemischen Arten immer weiter eingeschränkt, so dass bis heute nur zwei der ursprünglich 28 dort vorkommenden Säugetierarten überlebt haben: das Zaguti (Plagiodontia aedium) und der Haiti-Schlitzrüssler (Solenodon paradoxus).
Zudem wird die Vielfalt von Flora und Fauna durch anhaltende Erosion und Übernutzung der Böden gefährdet.

### Städte
Im Jahr 2023 lebten 60 Prozent der Einwohner Haitis in Städten. Haitis größte Stadt ist mit Abstand die Hauptstadt Port-au-Prince, die 875.978 Einwohner zählt. In der Metropolregion von Port-au-Prince leben 2.296.386 Personen und damit knapp 20 % der gesamten Bevölkerung des Landes. Mangels einer funktionierenden Verwaltung und angesichts ständiger Mobilität der häufig in Behelfsunterkünften lebenden Bevölkerung, die vor allem durch Naturkatastrophen und eine verheerende Kriminalität mit dadurch ausgelösten Versorgungsproblemen bedingt ist, sind die Zahlenangaben ungenau und variieren stark.
Die größten Städte waren im Jahr 2009:
in der Metropolregion der Hauptstadt
- Port-au-Prince: 875.978 Einwohner
- Carrefour: 430.250 Einwohner
- Delmas: 359.451 Einwohner
- Pétionville: 271.175 Einwohner
- Cité Soleil: 241.055 Einwohner

ferner
- Gonaïves: 228.725 Einwohner
- Cap-Haïtien: 186.251 (2013) Einwohner

## Bevölkerung

### Demografie

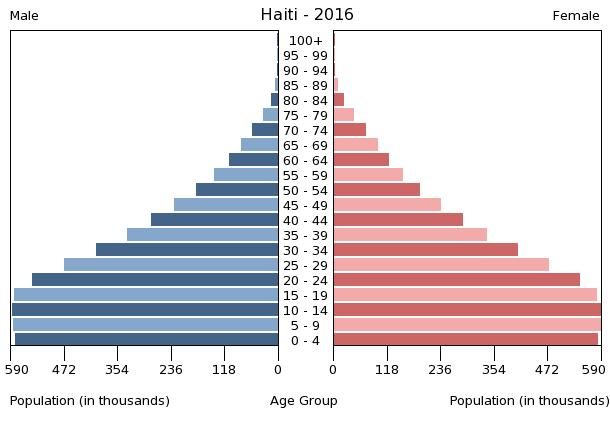
Bevölkerungspyramide Haiti 2016

Bevölkerungsentwicklung (1960 bis 2017)

In Haiti wird nur ein sehr kleiner Teil der Geburten und Todesfälle amtlich registriert. Daher beruhen alle Zahlen auf Schätzungen und Projektionen. Die nachfolgenden Zahlen sind deshalb sehr unsicher.
Danach hatte Haiti 2023 11,7 Millionen Einwohner. Das jährliche Bevölkerungswachstum betrug + 1,2 %. Zum Bevölkerungswachstum trug ein Geburtenüberschuss (Geburtenziffer: 23,1 pro 1000 Einwohner vs. Sterbeziffer: 8,5 pro 1000 Einwohner) bei. Die Anzahl der Geburten pro Frau lag 2022 statistisch bei 2,8, die der Region Lateinamerika und die Karibik betrug 1,8. Die Lebenserwartung der Einwohner Haitis ab der Geburt lag 2022 bei 63,7 Jahren. Der Median des Alters der Bevölkerung lag im Jahr 2021 bei 23 Jahren. Im Jahr 2023 waren 31,8 Prozent der Bevölkerung unter 15 Jahre, während der Anteil der über 64-Jährigen 4,6 Prozent der Bevölkerung betrug.
| Jahr | Einwohnerzahl |
| ---- | ------------- |
| 1960 | 03.688.000    |
| 1980 | 05.643.000    |
| 2000 | 08.464.000    |
| 2010 | 09.949.000    |
| 2020 | 11.403.000    |

### Bevölkerungsverteilung in Départements
Haiti gliedert sich in zehn Départements. Am 4. September 2003 wurde das Département Nippes als zehntes Département durch Abspaltung von Grand’Anse gebildet.
Die Einwohnerzahlen in der folgenden Tabelle beziehen sich auf eine Schätzung zum Stand vom 1. Januar 2015.
| Nr. | Département  | Fläche in km² | Einwohner (Stand 2015) | Einwohner je km² |
| --- | ------------ | ------------- | ---------------------- | ---------------- |
| 1   | Artibonite   | 4.887         | 1.727.524              | 353              |
| 2   | Centre       | 3.487         | 746.236                | 214              |
| 3   | Grand’Anse   | 1.912         | 468.301                | 245              |
| 4   | Nippes       | 1.268         | 342.525                | 270              |
| 5   | Nord         | 2.115         | 1.067.177              | 505              |
| 6   | Nord-Est     | 1.623         | 393.967                | 243              |
| 7   | Nord-Ouest   | 2.103         | 728.807                | 347              |
| 8   | Ouest        | 4.893         | 4.029.705              | 807              |
| 9   | Sud-Est      | 2.035         | 632.601                | 311              |
| 10  | Sud          | 2.654         | 774.976                | 292              |
|     | Haiti gesamt | 27.065        | 10.911.819             | 403              |

Quelle für die Flächenangaben: Direction des Statistiques Démographiques et Sociales (DSDS). Die Summe der Fläche der Départements weicht von der oben angegebenen Staatsfläche ab, da die Binnengewässer den Flächen der Départements nicht zugerechnet werden.

### Bevölkerungsstruktur und Bevölkerung im Ausland
Die haitianische Bevölkerung teilt sich in 95 % Schwarze, 0,1 % Weiße und 4,9 % Personen, die aus Verbindungen zwischen Schwarzen und Weißen hervorgingen, auf. Andere Quellen geben 60–80 % Schwarze, bis zu max. 5 % Weiße und 15–35 % für die Personen mit schwarzen und weißen Vorfahren an. Die Letztgenannten nehmen in der Wirtschaft des Landes eine dominante Rolle ein.
Haitianer bilden durch Migration starke Minderheiten in den Vereinigten Staaten (etwa 600.000) und in der Dominikanischen Republik (800.000). Ein Viertel der Bevölkerung der Bahamas stammt aus Haiti. Fluchthelfer bieten den Transport von Bootsflüchtlingen für einige Hundert US-Dollar an. Bedeutende Zielländer haitianischer Einwanderung sind neben der Dominikanischen Republik, den Vereinigten Staaten auch Brasilien, Frankreich (etwa 70.000 Personen haitianischer Herkunft) und Kanada (165.000 Personen haitianischer Herkunft) sowie seit 2010 stark zunehmend Chile. Auch Mexiko wird angesteuert, um über die mexikanische Nordgrenze in die USA zu gelangen. Vielen bleibt dies verwehrt und so leben in Tijuana beispielsweise viele Haitianer.

### Sprachen
Die beiden Hauptsprachen Haitis sind Haitianisch und Französisch. Letzteres hat besonders als Zweit- und Bildungssprache größere Bedeutung. Haiti ist somit der einzige unabhängige französischsprachige Staat Lateinamerikas. Ausschließlich religiöse Bedeutung hat die Sprache Langaj (auch Langay oder Haitian Voodoo Culture Language). Die Sprachen der indigenen Bevölkerung sind ausgestorben.

### Religionen

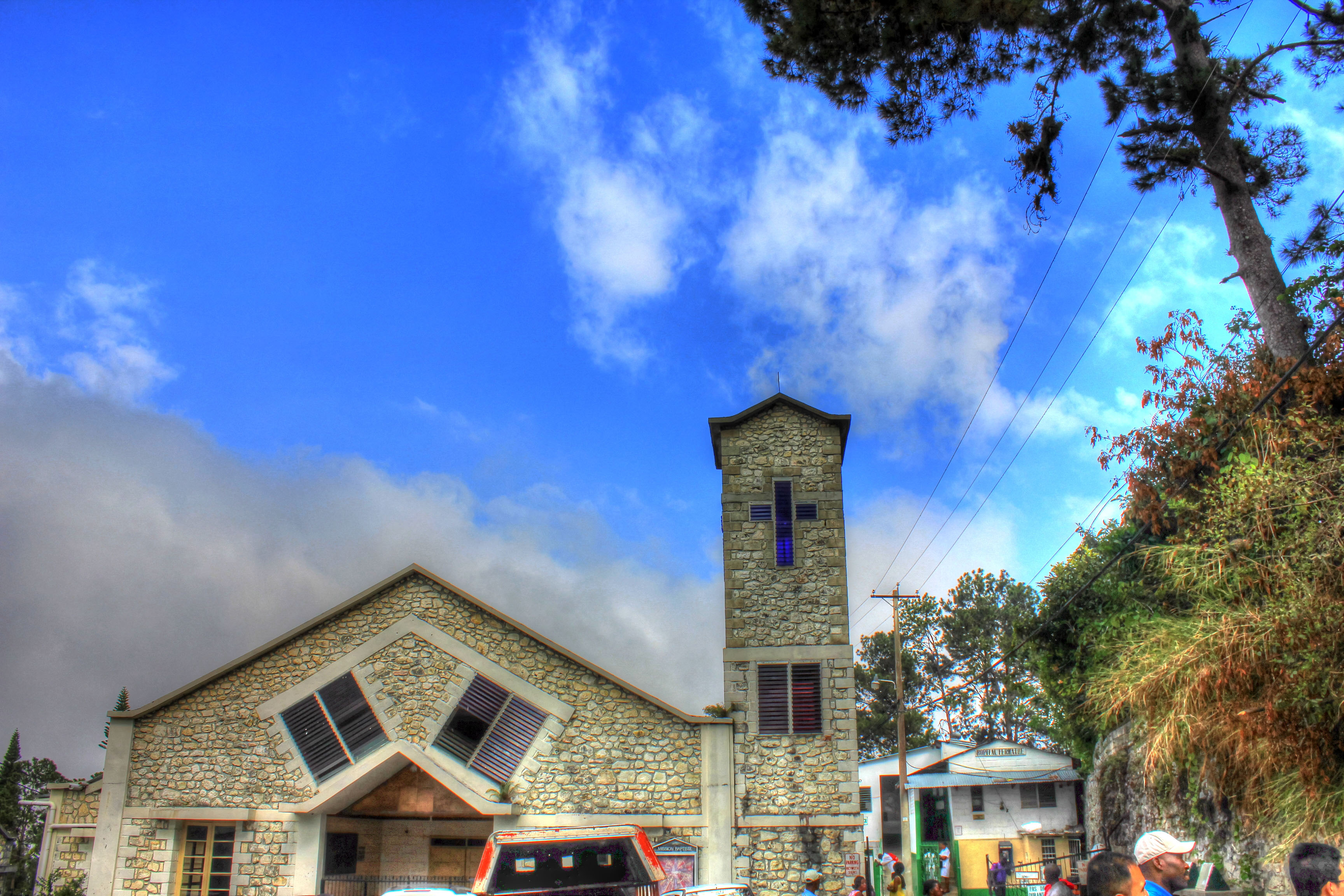
Baptistenkirche in Fermathe

Bis zum Inkrafttreten der Verfassung des Jahres 1987 war die römisch-katholische Kirche in Haiti Staatskirche. Genaue Zahlen zur Religionszugehörigkeit waren nach US-amerikanischen Angaben 2003 noch nicht verfügbar; damals wurde geschätzt, dass etwa 80 Prozent der Bürger von Haiti römisch-katholisch seien. Nach präziseren Schätzungen waren 2003 rund 55 % der Haitianer römisch-katholisch, knapp 30 % gehören mit einer in den vergangenen Jahrzehnten stark anwachsenden Tendenz verschiedenen protestantischen Konfessionen an, vor allem Baptisten (mehr als 15 Prozent), Pfingstler (knapp 8 %) und Adventisten (etwa 3 Prozent). Zwar geben nur wenige Prozent (2003: geschätzt 2,1) der Bevölkerung eine Zugehörigkeit zur Voodoo-Religion an, deren Ursprung in Westafrika liegt, doch praktizieren viele Einwohner, die sich offiziell zum Christentum bekennen, gleichzeitig Voodoo- oder spiritistische Rituale – insgesamt wohl etwa 75 Prozent der Bevölkerung, zumeist Schwarze und Mulatten. Voodoo diente Präsident François Duvalier zum Anlass, gegen Mulatten vorzugehen. Es wird zwar seit 2003 von den Behörden als religiöse Praxis anerkannt, erhielt aber nicht die vollen Rechte einer Religion. Andere Religionen werden mit 4,6 % angegeben, Nichtgläubige machen rund 10 Prozent aus.

### Bildung und Wissenschaft
Es gibt zwei Universitäten, die staatliche Universität Université d’État d’Haïti mit rund 20.000 Studenten sowie die katholische Université Notre Dame d’Haïti. Beide sind stark durch das Erdbeben von 2010 beeinträchtigt.

### Gesundheit
Die Gesundheitsausgaben des Landes betrugen im Jahr 2021 3,5 % des Bruttoinlandsprodukts. Im Jahr 2018 praktizierten in Haiti 2,4 Ärztinnen und Ärzte je 10.000 Einwohner. Die Sterblichkeit bei unter 5-jährigen betrug 2022 56,5 pro 1000 Lebendgeburten. Die Lebenserwartung der Einwohner Haitis ab der Geburt lag 2022 bei 63,7 Jahren (Frauen: 66,7, Männer: 60,9). Die Lebenserwartung stieg von 58,4 Jahren im Jahr 2000 bis 2022 um 9 %.
Die COVID-19-Pandemie in den Jahren 2020 bis 2022 überstand Haiti eher glimpflich. Wie bereits im Jahr 2010 brach im Jahr 2022 erneut eine Cholera-Epidemie aus, der das staatliche Gesundheitswesen nicht gewachsen war, was die internationalen Hilfsorganisationen auf den Plan rief.

## Landesname
Der Landesname geht auf das indigene Wort Ayiti („Land der hohen Berge“) zurück, womit in der Sprache der Taínos der gebirgige Teil Hispaniolas bezeichnet wurde und im Französischen als Haiti erhalten blieb.

## Geschichte
Die indigene Bevölkerung Hispaniolas setzte sich bis ins 15. Jahrhundert vor allem aus Angehörigen der Ciboney und der Arawak zusammen. Die Bevölkerungsmehrheit bildeten im Westen die zu den Arawak zählenden Taíno.
Nachdem 1492 Christoph Kolumbus die Insel für Spanien entdeckt und anschließend mit der Bildung einer Kolonie begonnen hatte, wurde die indigene Bevölkerung innerhalb weniger Jahrzehnte durch eingeschleppte Krankheiten und schwerste Zwangsarbeit fast vollständig ausgerottet.
Im späten 17. Jahrhundert wurde die Insel vor allem durch Sklaven aus Westafrika wiederbevölkert, die vor allem zur Produktion von Zucker eingesetzt wurden. 1697 trat Spanien im Frieden von Rijswijk das westliche Drittel der Insel an Frankreich ab. Dieses Gebiet wurde von da an Saint-Domingue genannt und stieg im 18. Jahrhundert wegen der Sklavenwirtschaft auf Baumwoll- und Zuckerrohr-Plantagen zur profitabelsten französischen Kolonie in Amerika auf.

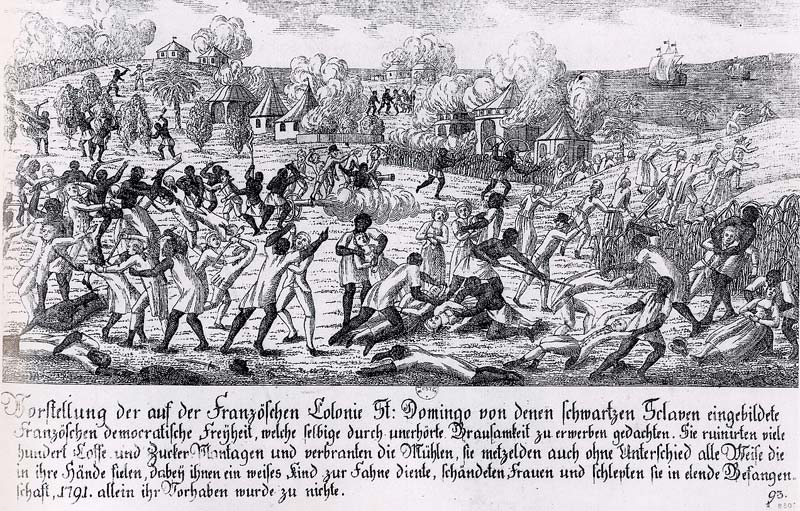
Haitianische Revolution 1791

In der Nacht vom 22. auf den 23. August 1791 kam es unter der Führung der beiden Sklaven Dutty Boukman und Georges Biassou zu einem Aufstand, der sich zu einem blutigen Krieg aller gegen alle entwickelte: Europäer kämpften gegen Afrikaner, kreolische Pflanzer gegen königstreue Franzosen, republikanische französische Truppen gegen die intervenierenden Engländer und Spanier. Die aufständischen Sklaven setzten sich am Ende durch. Selbst eine von Napoleon Bonaparte gegen Haitis späteren Nationalhelden Toussaint Louverture entsandte Armee wurde letztlich geschlagen, weil sich unter anderem die zu ihr gehörigen polnischen Legionäre auf die Seite der Aufständischen schlugen.
Am 1. Januar 1804 erklärten die siegreichen Aufständischen schließlich die Unabhängigkeit des Landes von Frankreich, unter dem Namen Haiti (damalige französische Schreibweise: Hayti). Haiti war nach den USA der zweite amerikanische Staat, der die europäische Kolonialherrschaft abwarf und die erste unabhängige Republik von Schwarzen. Als solche engagierte sie sich für die Abschaffung der Sklaverei und unterstützte auch Venezuela, Peru und Kolumbien bei ihrem Unabhängigkeitskampf unter Revolutionsführern wie Simón Bolívar und Francisco de Miranda.
Jean-Jacques Dessalines, einer der Anführer der Aufständischen, erklärte sich zugleich nach dem Vorbild Napoleons zum Kaiser und regierte bis zu seinem gewaltsamen Tod 1806. Anschließend zerfiel Haiti in den „Staat Haiti“ (État d’Haïti) im Norden (ab 1811 ein Königreich), der von einer schwarzen Elite dominiert wurde, und in die „Republik Haiti“ im Süden, die von einer mulattischen Elite dominiert wurde.
1820 gelang es Jean-Pierre Boyer, das geteilte Land wieder zu vereinen. Unter seiner Führung eroberten haitianische Truppen 1822 den zu Spanien gehörenden östlichen Teil der Insel und schafften auch dort die Sklaverei ab. 1844 erlangte dieses Gebiet, die spätere Dominikanische Republik, wieder seine Unabhängigkeit.
Lange litt Haiti unter einem internationalen Embargo, zudem wurde seine Unabhängigkeit lange Zeit nicht anerkannt. Frankreich selbst verlangte als Gegenleistung für die endgültige Anerkennung Haitis als unabhängigem Staat 1825 weitreichende Entschädigungen für ehemalige Plantagenbesitzer. Jahrzehntelang zahlte Haiti an Frankreich insgesamt 90 Millionen Gold-Franc.
Bald nach der Unabhängigkeit wurden die Großplantagen unter der mittellosen Bevölkerung aufgeteilt, wodurch der Export von Agrargütern jedoch zusammenbrach. Mehrere Versuche, die Produktivität der Landwirtschaft zu heben, beginnend mit dem Code Rural von 1826, sind an der aus kleinen und kleinsten Parzellen bestehenden Agrarstruktur gescheitert. Dennoch galt das Land lange noch als wichtiger Exporteur von Kaffee, Kakao, Tierhäuten und Blauholz.
Haiti hatte während des größten Teils seiner Geschichte unter Gewaltherrschern und Kleptokraten zu leiden. Alleine zwei seiner Herrscher – Jean-Jacques Dessalines (1804–1806) und Faustin Soulouque (1849–1859) – warfen sich zu verschiedenen Zeiten zu Kaisern auf.

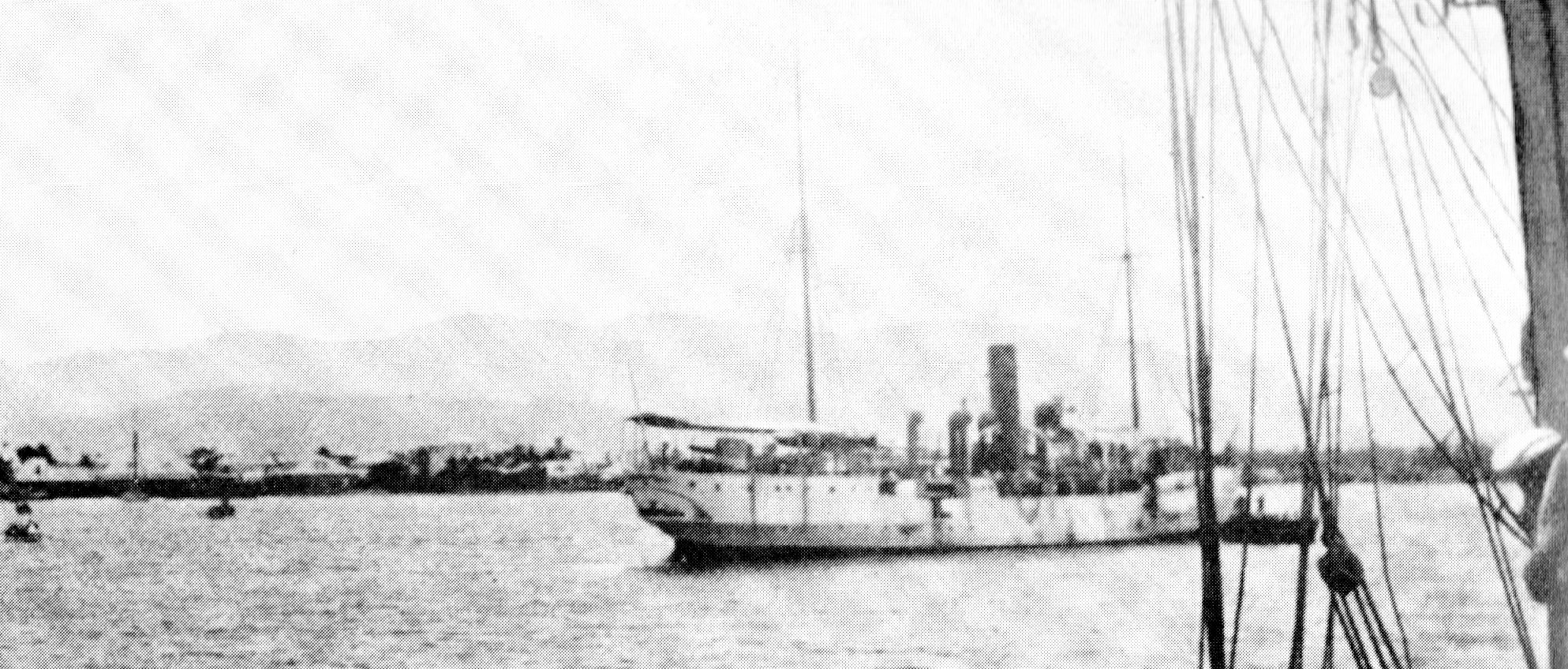
Haitianisches Kanonenboot „Crête-à-Pierrot“ am 6. September 1902 im Hafen von La Gonaives kurz vor der Versenkung durch SMS Panther

1902 gab es einen Zwischenfall, bei dem es zu einem Seegefecht zwischen dem haitianischen Kanonenboot Crête-à-Pierrot und dem deutschen Kanonenboot Panther kam (Markomannia-Zwischenfall), in dessen Verlauf das haitianische Boot sank und Admiral Hammerton Killick fiel.

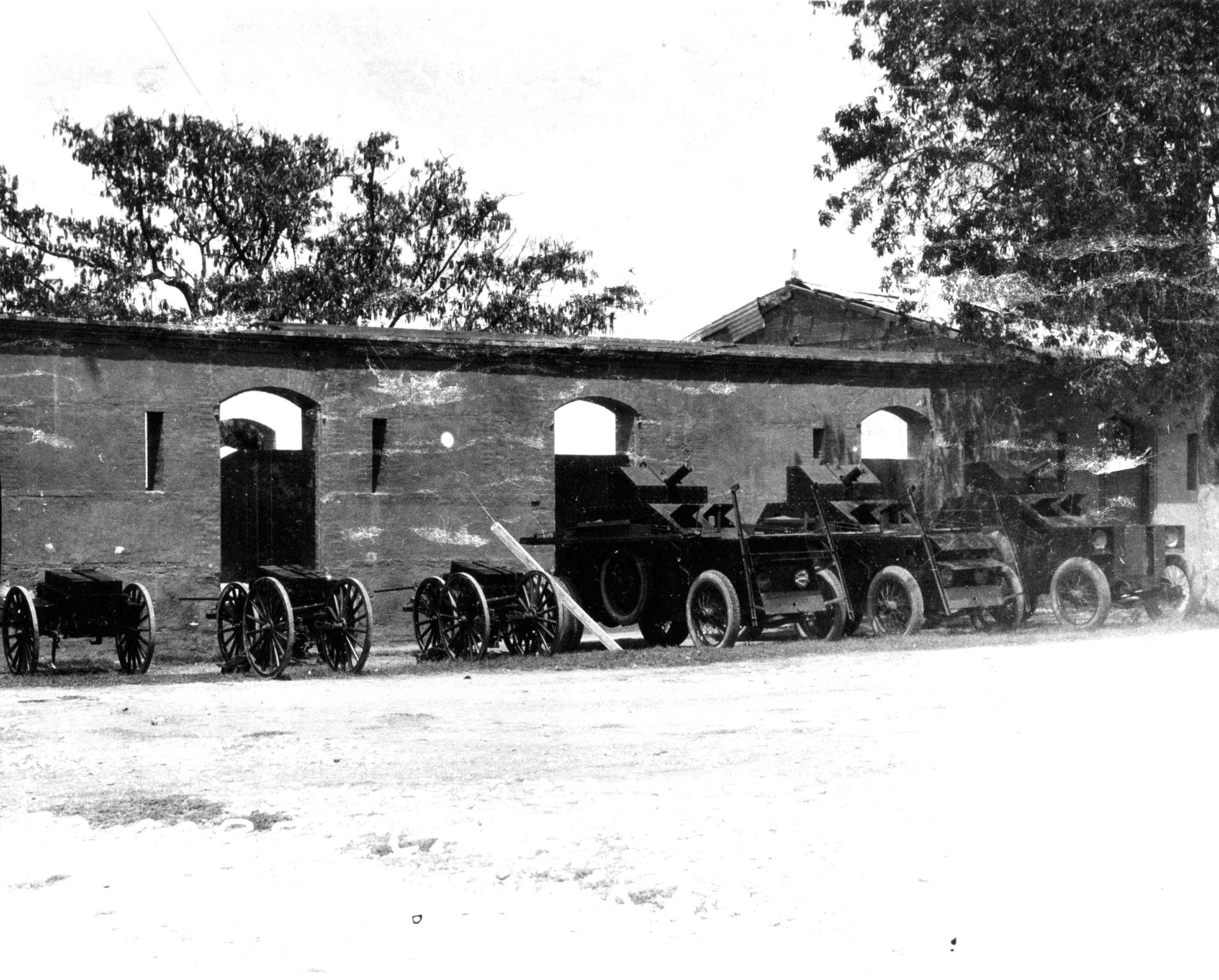
King Armored Cars in Haiti

Während der US-Militärintervention in Haiti 1915–1934 wurde das Land vom United States Marine Corps besetzt, das eine haitianische Gendarmerie aufstellte, die Gendarmerie d’Haïti. Es wurden Anstrengungen unternommen, die ländliche Infrastruktur und das Bildungssystem zu verbessern; aber diese Reformen, die die Bräuche und Traditionen Haitis nicht berücksichtigten, waren weder gern gesehen noch erfolgreich. Führer des bewaffneten Widerstands gegen die Besatzungstruppen und die Gendarmerie war Charlemagne Péralte.
Die US-Intervention leitete eine bis zum Ende der Präsidentschaft Élie Lescots 1946 währende Periode ein, in der die Nachkommen aus einer Schwarz-Weiß-Beziehung die wirtschaftlichen und politischen Fäden in der Hand hielten. Es gab nur eine einzige Regierungszeitung. Die US-Truppen wurden 1934 im Rahmen der Good Neighbour Policy abgezogen. 1946 errangen die Schwarzen in der sogenannten „Revolution“ die Macht; ihre Vorherrschaft wurde unter den Präsidenten Dumarsais Estimé (1946) und Paul Eugène Magloire (1950) ausgebaut.
Bis 1950 galt in Haiti ein Zensuswahlrecht, das bestimmte Einkommens- und Besitzgrenzen für die Erlangung des Wahlrechts erforderlich machte. Darüber hinaus gab es bis 1950 weder ein aktives noch ein passives Frauenwahlrecht.
Ab 1957 gelang es dem ehemaligen Landarzt François „Papa Doc“ Duvalier mit einem anti-US-amerikanischen, betont „schwarzen“ Programm, die Macht zu erlangen. Er machte sich 1964 zum Präsident auf Lebenszeit und installierte eine Diktatur. Unter ihm ging die Freiwilligentruppe Tontons Macoutes mit den Methoden mal einer Geheimpolizei, mal einer Schlägertruppe gegen Missliebige vor. Auch der Voodoo-Kult wurde wieder toleriert. „Papa Docs“ Sohn Jean-Claude „Baby Doc“ Duvalier folgte ihm 1971 im Alter von 19 Jahren in der Regierung. Die Verfassung von 1985 dehnte das Wahlrecht auf alle Bürgerinnen und Bürger aus. 1986 wurde „Baby Doc“ aus dem Land vertrieben.

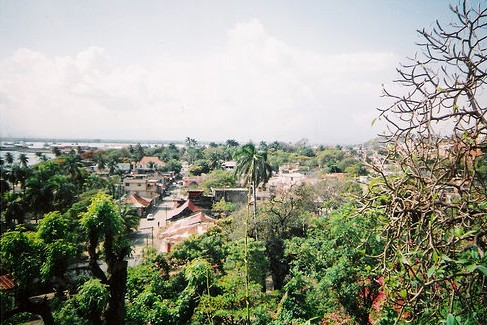
Cap Haïtien

Nach der Verfassungsreform von 1987 putschte das Militär, unterstützt durch die reiche Oberschicht, im Juni 1988 gegen Präsident Leslie Manigat und regierte (nach einem weiteren Staatsstreich im September 1988) bis zu den Wahlen 1990, bei denen der katholische Armenpriester Jean-Bertrand Aristide mit überwältigender Mehrheit zum Präsidenten gewählt wurde. Seine Gegner warfen ihm Klassenkampf vor, er selbst rechnete sich der Befreiungstheologie zu. Schon 1991 wurde er von Brigadegeneral Raoul Cédras wieder aus dem Amt geputscht. Das Regime bemühte sich zunächst erfolgreich um Unterstützung durch die USA. Auch unter dem Druck der Organisation Amerikanischer Staaten entschieden sich die USA aber 1994 zu der militärischen Intervention Operation Uphold Democracy und ließen Aristide in sein Amt zurückkehren, allerdings unter der Bedingung, dass er sich nun mit der Weltbank und dem Internationalen Währungsfonds abstimme, an die Regeln der Marktwirtschaft halte und einen Teil seiner Rechte an das Parlament abtrete. 1996 übergab Aristide entsprechend der Verfassung nach Ablauf einer Amtszeit das Amt an seinen Weggefährten René Préval. Das UNO-Mandat, unter welchem Haiti seit 1995 stand, lief 1997 wieder aus.

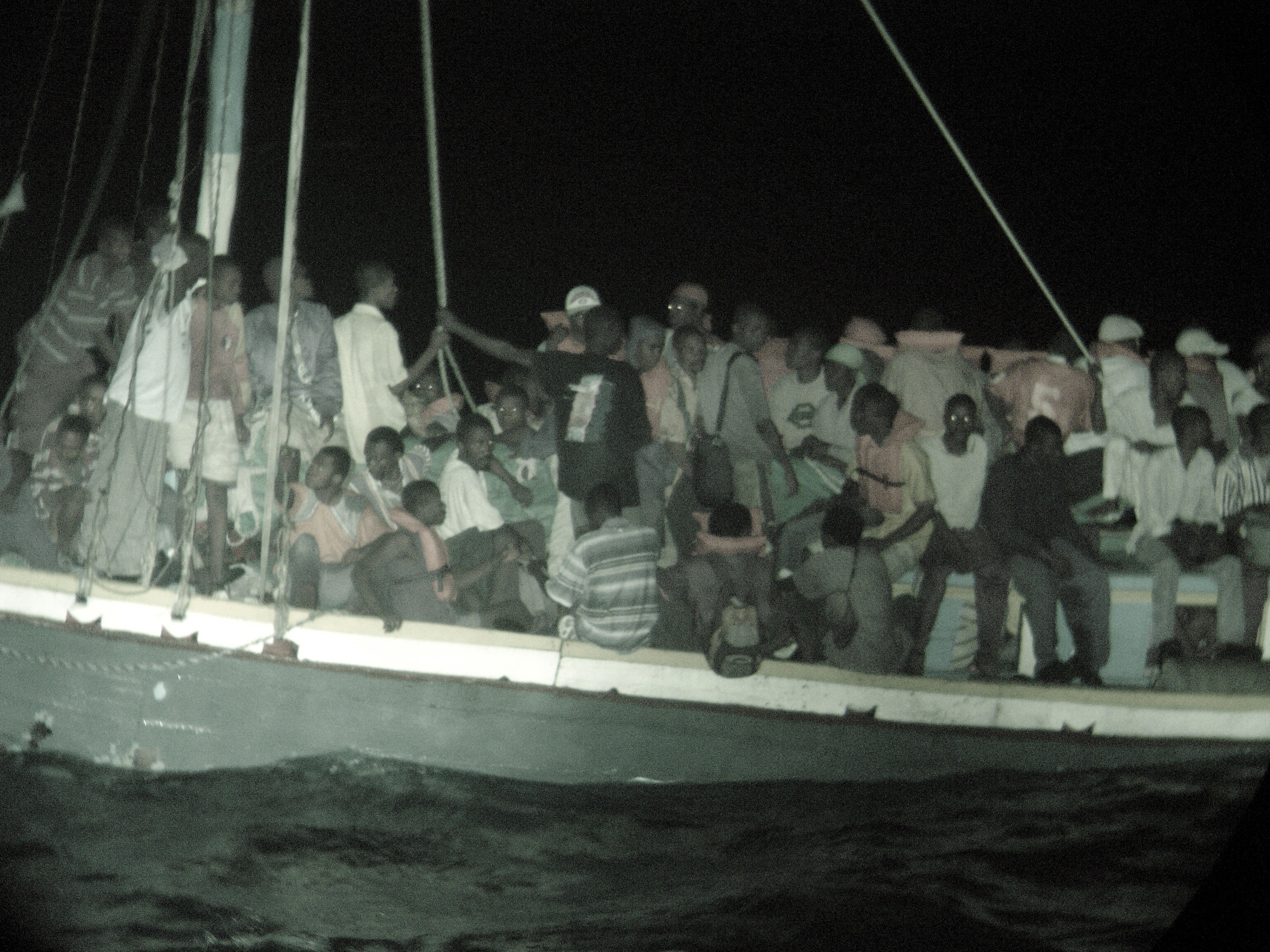
Bootsflüchtlinge aus Haiti

Im Januar 1999 hatte es Präsident Préval versäumt, die Mandate der Parlamentarier zu verlängern. Zudem endeten auch die Amtszeiten lokaler Regierungsvertreter, was dazu führte, dass es bis zum dritten Quartal des Jahres 2000 in Haiti praktisch keine gewählten Amtsinhaber mehr gab und der Präsident per Dekret regierte. In der ersten Hälfte 2000 fanden zunächst Kommunal- und Parlamentswahlen statt; die Wahlbeteiligung wurde auf 60 Prozent geschätzt. Dabei kam es nach Einschätzung von Amnesty International und des Ökumenischen Rats der Kirchen zu Einschüchterungen und zu Gewalt bis hin zum Mord an Kandidaten beider Seiten und zu umstrittenen Entscheidungen bis hin zu Wahlfälschungen bei der Wertung und Auszählung der Stimmen durch die Regierung. Nach Einschätzung von Wahlbeobachtern kam die Regierung auf etwa 60 % der Stimmen, sie verschaffte sich aber fast alle Parlamentsmandate. Die Opposition bewirkte daraufhin einen weitgehenden Boykott der folgenden Präsidentenwahl, die Aristide daher im November 2000 mit über 91 Prozent der Stimmen gewann. Nach dem Amtsantritt 2001 wurde seiner Regierung auch noch Misswirtschaft und Korruption vorgeworfen. Es kam zu landesweit zunehmendem Widerstand, der von Kräften des ehemaligen Diktators Duvalier unter Einschluss für ihn tätiger Todesschwadronen angefacht wurde. Aristide versuchte, sich durch die Mobilisation seiner Anhänger – unter Einschluss der ebenfalls gewalttätigen „Chimères“ der „Fanmi Lavalas“ (FL) – an der Macht zu halten. Unter bürgerkriegsähnlichen Zuständen kam es schließlich zum Zusammenbruch innerstaatlicher Ordnung und im Februar 2004 mit Billigung durch den UN-Sicherheitsrat zur militärischen Intervention, bei der Chile, Frankreich, Kanada und die USA Truppen schickten. Aristide verließ das Land – nach Darstellung der Opposition, der USA und Frankreichs freiwillig, nach eigener Darstellung infolge eines Putsches. An Stelle der ersten Interventionstruppen wurden 2004 im Rahmen von MINUSTAH rund 10.000 Blauhelm-Soldaten stationiert.
Das Land wurde 2004 nach Aristide zunächst von einer Übergangsregierung unter Boniface Alexandre als Präsidenten und Gérard Latortue als Premierminister verwaltet, bis Februar 2006 die mehrfach verschobene Präsidentenwahl abgehalten wurde. Sie brachte mit einem Wahlergebnis von 51,15 % der Stimmen Préval als Sieger hervor, aber auch der Ablauf dieser Wahl war umstritten. Im Mai 2006 nominierte Préval den Politiker Jacques-Édouard Alexis als Premierminister. Anfang 2006 starb General Urano Teixeira da Matta Bacellar, der brasilianische Kommandeur der MINUSTAH, durch Suizid.
Die hohe Inflation und die weltweit stark angestiegenen Preise für Grundnahrungsmittel wie Reis oder Mais führten im Frühjahr 2008 zu Protesten der Bevölkerung, die in schweren Unruhen mit mehreren Todesopfern gipfelten. Obwohl Präsident Préval eine Bekämpfung der gestiegenen Lebensmittelpreise angekündigt hatte, beruhigte sich die Lage nicht. Am 12. April 2008 beschloss der Senat die Entlassung von Premierminister Alexis.

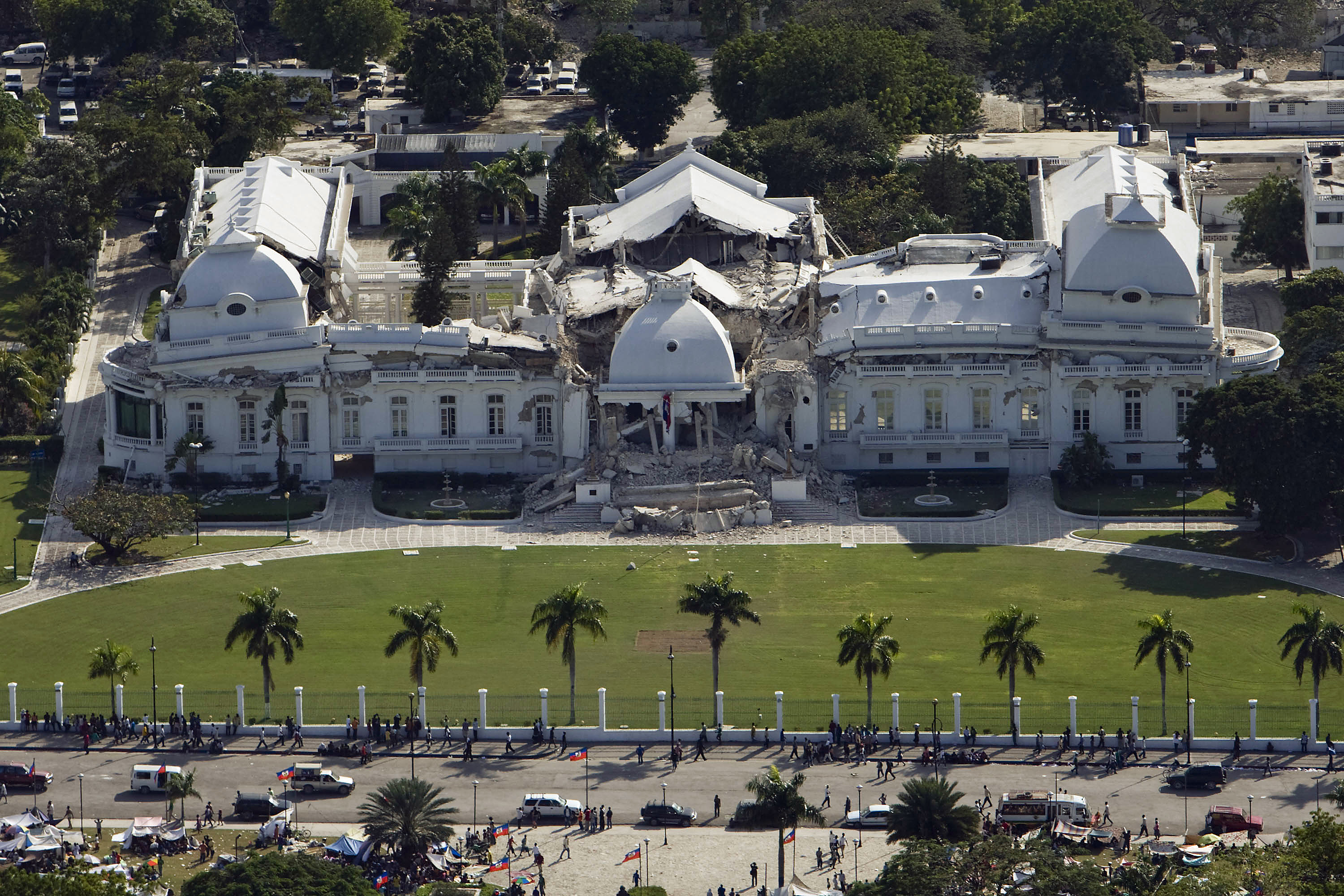
Zerstörter Präsidentenpalast (Januar 2010)

Am 12. Januar 2010 forderte ein Erdbeben im südlichen Teil Haitis bis zu 316.000 Tote und zerstörte das Zentrum der Hauptstadt. Gemessen an den Opferzahlen war es die schwerste Naturkatastrophe in der Geschichte Haitis und eines der verheerendsten Erdbeben weltweit.
Die für den 28. Februar 2010 geplanten Wahlen wurden auf den 20. März 2011 verschoben, als 56. Präsident Haitis ging daraus bei der Stichwahl am 14. Mai 2011 letztendlich Michel Martelly hervor.
Neun Monate nach dem Erdbeben rief die Regierung nach dem epidemischen Ausbruch von Cholera-Erkrankungen den landesweiten sanitären Notstand aus. Mehr als 300.000 Menschen infizierten sich im ersten Jahr der Epidemie, bis 2013 starben über 8000 Menschen. Die Infektionen traten zunächst in der ländlichen Provinz Artibonite auf und breiteten sich innerhalb weniger Tage bis zur Hauptstadt Port-au-Prince aus. Am 17. August 2016 gestand die UNO ein, dass die Ursache für den Ausbruch ein Erreger gewesen war, den nepalesische UNO-Soldaten eingeschleppt hatten.
Der ehemalige Diktator Jean-Claude Duvalier verstarb am 4. Oktober 2014 in Port-au-Prince. Langjährig in der Schweiz beschlagnahmte Vermögenswerte flossen teilweise nach Haiti zurück. Duvalier wurde ohne Staatsbegräbnis bestattet.
Ab September 2019 gab es in Haiti Proteste gegen den seit 2017 amtierenden Präsidenten Jovenel Moïse. Ausgelöst wurden die Proteste durch einen Bericht, in dem weitreichende Korruption der wirtschaftlichen und politischen Eliten aufgedeckt wurde, während der Großteil der Bevölkerung des Landes in schwerer Armut lebt. Das gesellschaftliche Leben in Haiti wurde beeinträchtigt, unter anderem schlossen die Schulen. Bei den Auseinandersetzungen starben Dutzende Menschen. Amnesty International erhob schwere Vorwürfe gegen die haitianische Polizei. Ende Februar 2020 kam es zu Auseinandersetzungen zwischen Polizisten und Soldaten. Bei einer gewalttätigen Demonstration für bessere Arbeitsbedingungen versuchten Polizisten, das Militärhauptquartier zu stürmen.
In der Nacht vom 6. auf den 7. Juli 2021 drang gegen 1:00 Uhr eine Gruppe maskierter Männer in die Privatresidenz des amtierenden Präsidenten Moïse ein und ermordete diesen mit mehreren Schüssen. Die Frau des Präsidenten wurde ebenfalls von mehreren Kugeln getroffen, überlebte jedoch den Anschlag. Die Täter blieben unbekannt.
Im Zuge des Präsidentenmordes kam es zu Unruhen in Haiti. Gewalttätige kriminelle Banden übernahmen bis Oktober 2021 verschiedene Ortschaften und bis zur Hälfte der Hauptstadt. Folgen dessen sind unter anderem eine Treibstoffknappheit, fehlender Strom, eine fast vollständige Einstellung des öffentlichen Nahverkehrs sowie ein Anstieg der Zahl von Hungernden. Zum Schutz vor den Banden haben sich vielerorts Bürgerwehren gebildet und es herrscht teils Selbstjustiz. Laut Vereinten Nationen benötigten Stand 2021 insgesamt 4,4 von 11 Millionen Haitianern Nahrungsmittelhilfe. Kämpften 2021 noch zwei große rivalisierende Gangs um den Waffen- und Drogenmarkt, stieg die Anzahl der Gangs bis zum Jahr 2024 auf knapp 300 an und mit ihnen auch die Gewalt. So kam es zu bewaffneten Überfällen auf Gefängnisse, wodurch rund 4000 Insassen flohen, verletzt oder getötet wurden. Viele qualifizierte Arbeitskräfte wanderten aus Haiti aus.

## Politik

### Politisches System
Nach der Verfassung vom 28. April 1987 ist Haiti eine präsidiale Republik. Staatsoberhaupt und oberster Inhaber der Exekutivgewalt ist der auf fünf Jahre vom Volk direkt gewählte Präsident der Republik. Der Präsident ernennt den Ministerpräsidenten, der vom Parlament bestätigt werden muss. Die Legislative liegt beim Zweikammer-Parlament, bestehend aus dem Senat (Sénat) mit 30 Senatoren, die für sechs Jahre gewählt werden, und der Abgeordnetenkammer (Chambre des députés) mit 99 Abgeordneten, die auf vier Jahre gewählt werden.
Nachdem sich die Parteien und der Präsident bis zum Ende der Legislaturperiode nicht auf Regeln für die Durchführung der anstehenden Neuwahlen verständigen konnten, löste Präsident Martelly am 13. Januar 2015 das Parlament auf und regierte fortan per Dekret.
Bei den Wahlen zur Abgeordnetenkammer und zum Senat am 9. August 2015 konnten 290.000 Wahlberechtigte nicht abstimmen, da ihre Wahllokale infolge gewalttätiger Ausschreitungen geschlossen wurden. Die Wahlbeteiligung lag bei 18 %, in der Hauptstadt nur bei 10 %. Das Wahlergebnis hätte einen Monat nach der Wahl, am 8. September 2015, bekanntgegeben werden sollen. Doch das unterblieb, u. a. infolge von Querelen unter den Mitgliedern der zuständigen Wahlkommission (Conseil Électoral Provisoire). Nach der Wahlrunde am 25. Oktober 2015 (Stichwahlen zur Abgeordnetenkammer und zum Senat, erste Runde der Präsidentschaftswahlen, Kommunalwahlen) fehlten fünf Tage nach Schließung der Wahllokale noch 2113 Niederschriften der Ergebnisse der örtlichen Auszählungen. Für die Stichwahl der Präsidentschaftswahl qualifizierten sich Jovenel Moïse und Jude Célestin. Diese hätte am 27. Dezember 2015 durchgeführt werden sollen, wurde jedoch sechs Tage zuvor abgesagt, mehrfach verschoben und schließlich für den 24. April 2016 anberaumt. Am 14. Februar 2016 wurde Senatspräsident Jocelerme Privert vom Parlament zum Übergangspräsidenten gewählt, der bis zur Wahl im April die Amtsgeschäfte führen sollte. Doch dann wurden die für den 24. April 2016 anberaumte Stichwahl der Präsidentschaftswahl erneut – zum vierten Mal – verschoben. Ende Mai 2016 empfahl eine Wahlprüfungskommission, die erste Runde der Präsidentschaftswahl im Oktober 2015 für nichtig zu erklären und zu wiederholen, da damals viel zu viele Personen mit zweifelhafter Wahlberechtigung mitgewählt hätten. Am 14. Juni 2016 lief Priverts auf 120 Tage befristete Mandat als Übergangspräsident ab, ohne dass er sein Ziel, die Amtsübergabe an einen vom Volk gewählten Nachfolger, erreicht hätte. Zwei Versuche der verbliebenen Abgeordneten der Abgeordnetenkammer, über eine Erneuerung von Priverts Mandat als Übergangspräsident bis zum 7. Februar 2017 zu entscheiden, scheiterten. Denn gewalttätige Demonstranten für und gegen Privert verhinderten, dass die anberaumten Sitzungen am 21. Juni bzw. am 28. Juni 2016 zustande kamen. Gleichwohl betrachtete Privert sich selbst bis auf Weiteres als „de-facto-Übergangspräsident“, insofern die Abgeordnetenkammer nichts Gegenteiliges verfügt habe. Die mehrfach verschobene Stichwahl der Präsidentschaftswahl wurde schließlich am 20. November 2016 durchgeführt. Dem am 28. November vom Conseil Électoral Provisoire verkündeten vorläufigen Wahlergebnis zufolge gewann Jovenel Moïse mit 55,7 % der Stimmen vor Jude Célestin (19,2 %), Moïse Jean-Charles (11,0 %) und Maryse Narcisse (9,0 %). Nur etwa 1,3 Millionen der 6,2 Millionen Wahlberechtigten (= 21 %) gaben ihre Stimme ab.
Da die für Oktober 2019 vorgesehene Parlamentswahl unter anderem wegen heftiger Proteste gegen Moïse nicht durchgeführt wurde, ist die Amtszeit von 20 der insgesamt 30 Senatoren abgelaufen, der Senat somit seit Januar 2020 nicht mehr beschlussfähig. Dennoch wählten am 9. Juli 2021 acht der zehn noch amtierenden Mitglieder des Senats den bisherigen Senatspräsidenten Joseph Lambert zum Übergangsnachfolger des ermordeten Staatspräsidenten Jovenel Moïse; zwei Senatoren enthielten sich. Allerdings ist Lamberts Wahl nicht verfassungsgemäß. Im Februar 2021 hatten mehrere Oppositionsparteien Joseph Mécène Jean-Louis, einen Richter des Obersten Gerichtshofs, zum Übergangspräsidenten erklärt, da aus ihrer Sicht Moïses Amtszeit abgelaufen war.
Noch kurz vor seiner Ermordung hatte Moïse den Neurochirurgen Ariel Henry zum Regierungschef ernannt, der jedoch vor dem Attentat nicht mehr vereidigt wurde. Der Außenminister und bisherige Interims-Premierminister Claude Joseph erklärte sich daraufhin in Konkurrenz zu Ariel Henry zunächst selbst zum amtierenden Interims-Regierungschef. Am 19. Juli 2021 gestand Claude Joseph Ariel Henry das Amt des Premierministers zu und erklärte, er werde im Kabinett von Henry als Außenminister mitwirken.
Die einflussreichsten politischen Parteien sind:
- Fanmi Lavalas (FL)
- Mouvement Chrétien National (Mochrena)
- Organisation du Peuple en Lutte (OLP), Mitglied der Conférence permanente des partis politiques d’Amérique latine et des Caraïbes (COPPPAL)

Haiti ist ein schwacher Staat und nach Einschätzung einiger politischer Indizes gar ein gescheiterter Staat.
Im Januar 2023 lief die Amtszeit der letzten noch amtierenden Senatoren ab, so dass Haiti seither keinerlei demokratisch legitimierte Staatsinstitution mehr besitzt.

### Politische Indizes
| Name des Index                     | Indexwert     | Weltweiter Rang | Interpretationshilfe | Jahr |
| ---------------------------------- | ------------- | --------------- | --- | ---- |
| Fragile States Index               | 103,5 von 120 | 9 von 179       | Stabilität des Landes: großer Alarm 0 = sehr nachhaltig / 120 = sehr alarmierend Rang: 1 = fragilstes Land / 179 = stabilstes Land | 2024 |
| Demokratieindex                    | 2,74 von 10   | 131 von 167     | Autoritäres Regime 0 = autoritäres Regime / 10 = vollständige Demokratie                                                           | 2024 |
| Freedom in the World Index         | 30 von 100    | —               | Freiheitsstatus: unfrei 0 = unfrei / 100 = frei                                                                                    | 2024 |
| Rangliste der Pressefreiheit       | 55,9 von 100  | 93 von 180      | Erkennbare Probleme für die Pressefreiheit 100 = gute Lage / 0 = sehr ernste Lage                                                  | 2024 |
| Korruptionswahrnehmungsindex (CPI) | 16 von 100    | 168 von 181     | 0 = sehr korrupt / 100 = sehr sauber                                                                                               | 2024 |

### Innenpolitik
Die innenpolitische Situation in Haiti war in den letzten Jahrzehnten durch wiederholte Krisen wie Staatsstreiche, ausländische Interventionen und/oder Diktaturen mit Ausbrüchen von gewalttätigen Konflikten, Verletzungen der Menschenrechte und chronischer Instabilität gekennzeichnet. Der am 29. Februar 2004 zurückgetretene Präsident Jean-Bertrand Aristide hinterließ Interims-Präsident Boniface Alexandre ein Land im Chaos. Rechtsstaatliche Ordnung, institutionelle Strukturen und kollektive Verhaltensregeln fehlen weitgehend. Hinzu kommt ein Panorama an Korruption, mangelnde Strafverfolgung, Wahlbetrug, kriminellen Banden, Drogenhandel und die Bereitschaft, Konflikte gewaltsam auszutragen.
Ein weiteres Problem stellt die schlechte Überwachung des Luftraumes dar. Diese hat z. B. dazu geführt, dass Haiti ein beliebtes Transitland für den Kokainschmuggel geworden ist.

### Außenpolitik

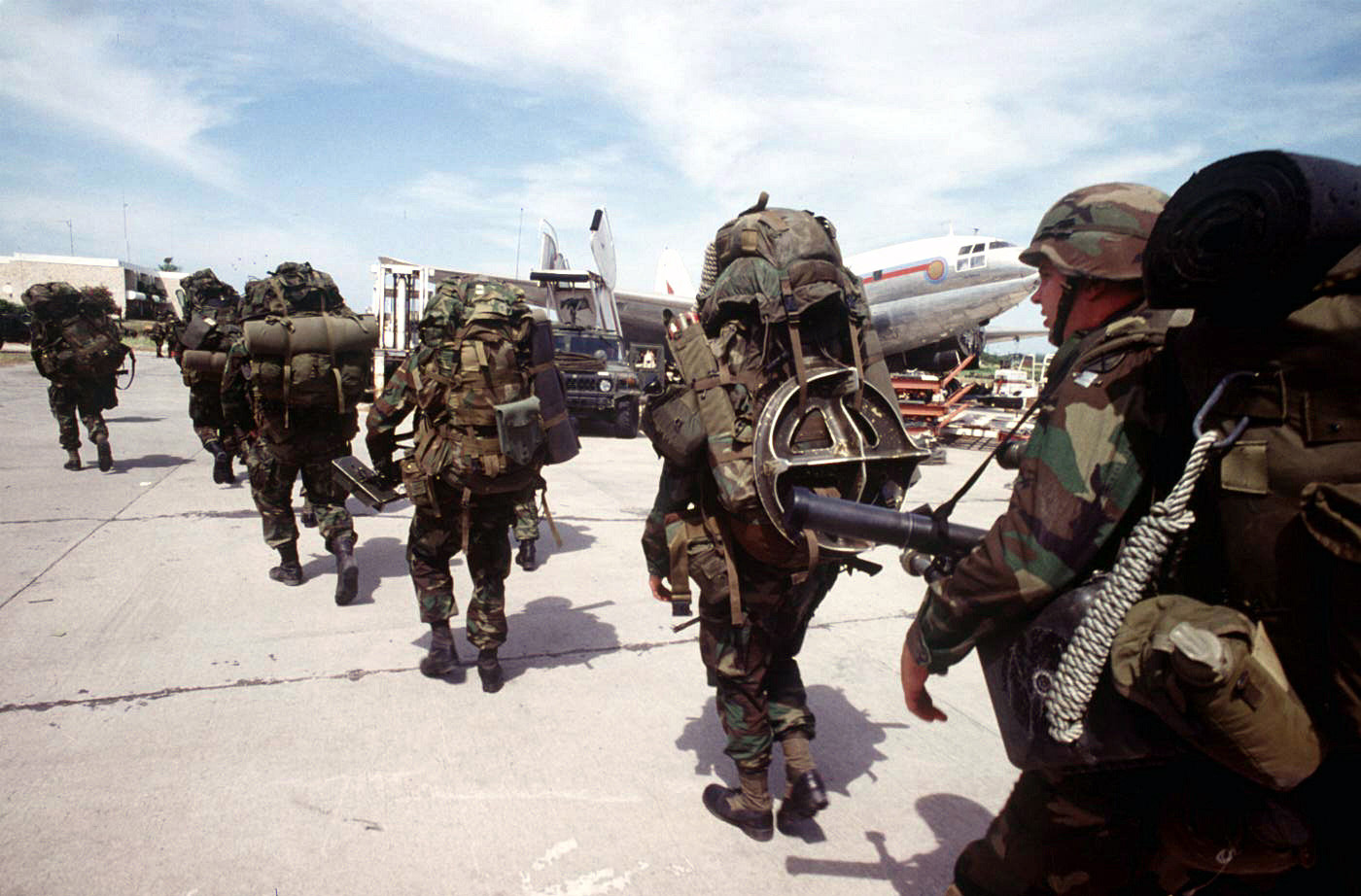
Operation Uphold Democracy 1994

In den 1960er und 1970er Jahren waren die Bundesrepublik Deutschland und die USA die einzigen Staaten, die Haiti Entwicklungshilfe gewährten; jedoch war das Verhältnis Haitis zu den USA, die sich als unzuverlässiger Partner erwiesen, über eine lange Zeit hinweg stark gestört.
Die entwicklungspolitische Zusammenarbeit zwischen Haiti und der Bundesrepublik Deutschland reicht also bis in die 1960er Jahre zurück, hat aber durch die innenpolitischen Auseinandersetzungen und die unzulänglichen strukturellen Rahmenbedingungen wiederholt Zäsuren erfahren. Im Jahr 2000 bildeten die Wahlmanipulationen erneut Anlass für Deutschland und andere EU-Staaten, ihr Engagement zu reduzieren: Die laufenden Projekte der Technischen Zusammenarbeit wurden weitergeführt, es wurden aber keine neuen Projekte vereinbart.
Vor dem Hintergrund der extrem schlechten sozioökonomischen Situation und der chronischen politischen Instabilität hat die haitianische Übergangsregierung im Juli 2004 mit Unterstützung der Gebergemeinschaft ein Rahmenabkommen für die Entwicklungszusammenarbeit (Cadre de Coopération Intermédiaire) für die zwei Jahre bis zu den Neuwahlen ausgearbeitet. Auch die deutsche Regierung beteiligte sich an diesem Programm. Damit ergaben sich neue Rahmenbedingungen für die deutsch-haitianische Zusammenarbeit. Der Schwerpunkt der Technischen Zusammenarbeit liegt im ländlichen Raum (kommunale/lokale Entwicklung).
Durch das Erdbeben 2010 wurde das Land vollständig abhängig von internationaler Hilfe. Dabei kam es zu unkoordinierten Aktionen und auch zur Konkurrenz zwischen einer Reihe von Staaten um politischen Einfluss auf die für die USA geostrategisch wichtige Insel. Etwa eine Million potenzieller amerikanischer Wähler stammt außerdem aus Haiti.
Kuba hatte Haiti schon seit längerer Zeit unterstützt, vor allem seit dem Hurrikan Georges 1998 durch medizinische Hilfe, und baute nach dem Erdbeben eine Gesundheitsbrücke auf. Brasilien führte seit 2004 die UN-Stabilisierungstruppe an und konnte gewisse Erfolge vorweisen, u. a. bei der Bekämpfung des Drogenhandels, was zu positiven Beziehungen beider Länder beitrug. Die Beziehungen zu Frankreich waren hingegen nur noch symbolischer Natur und durch Forderungen nach Rückgabe der von Haiti für die Anerkennung des Landes im 19. Jahrhundert an Frankreich gezahlten Entschädigungen angespannt. Diese Entschädigungen hatten zur langanhaltenden wirtschaftlichen Stagnation beigetragen.
Nach dem Beben stellten die USA u. a. durch USAid massive Hilfe bereit und entsandten auch Soldaten. Auch Venezuela versuchte durch Erdöl- und Hilfslieferungen Einfluss zu gewinnen.
Haiti ist u. a. Mitglied der CELAC.

## Wirtschaft

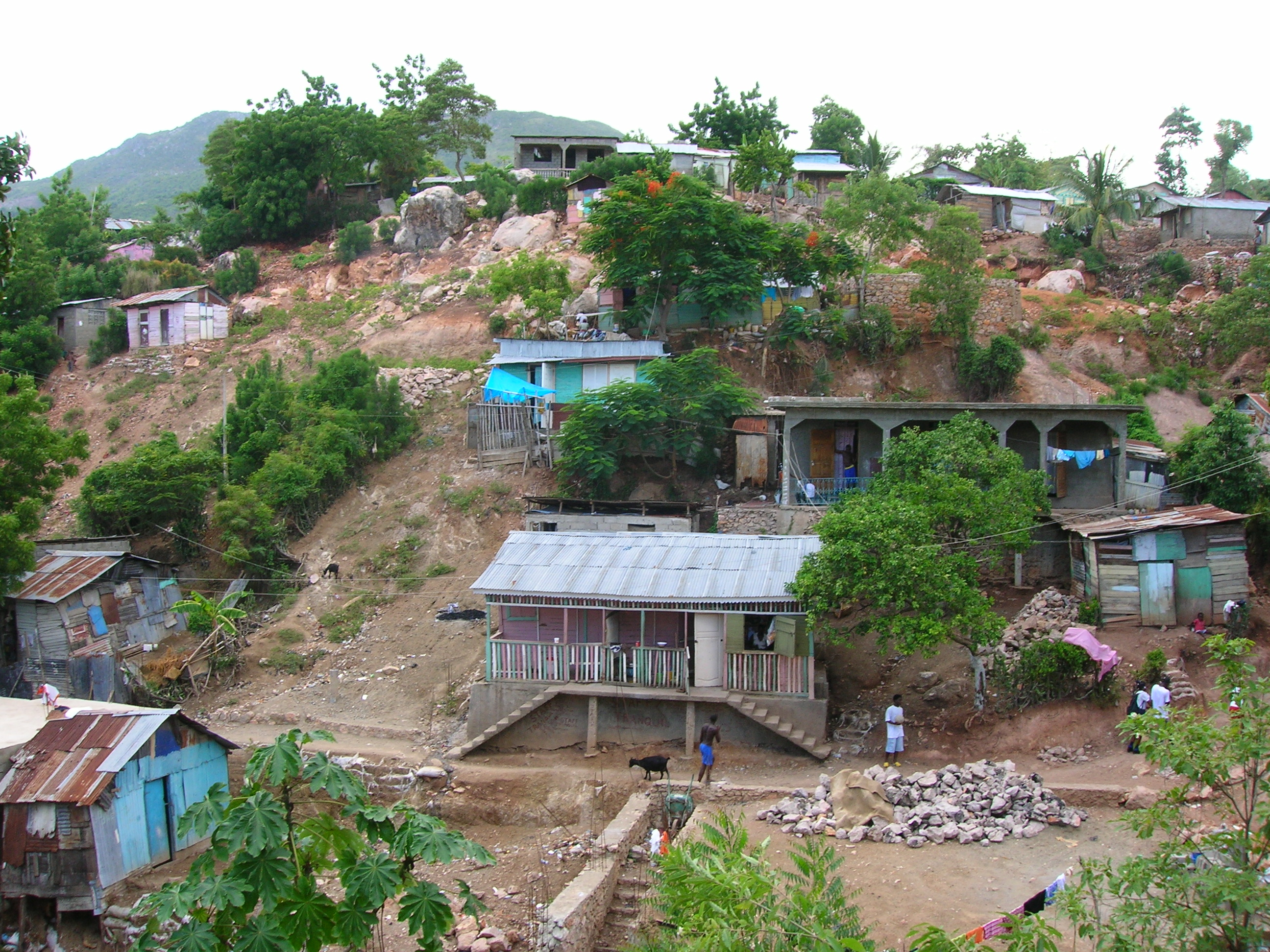
Wohnsiedlung in Cap Haïtien

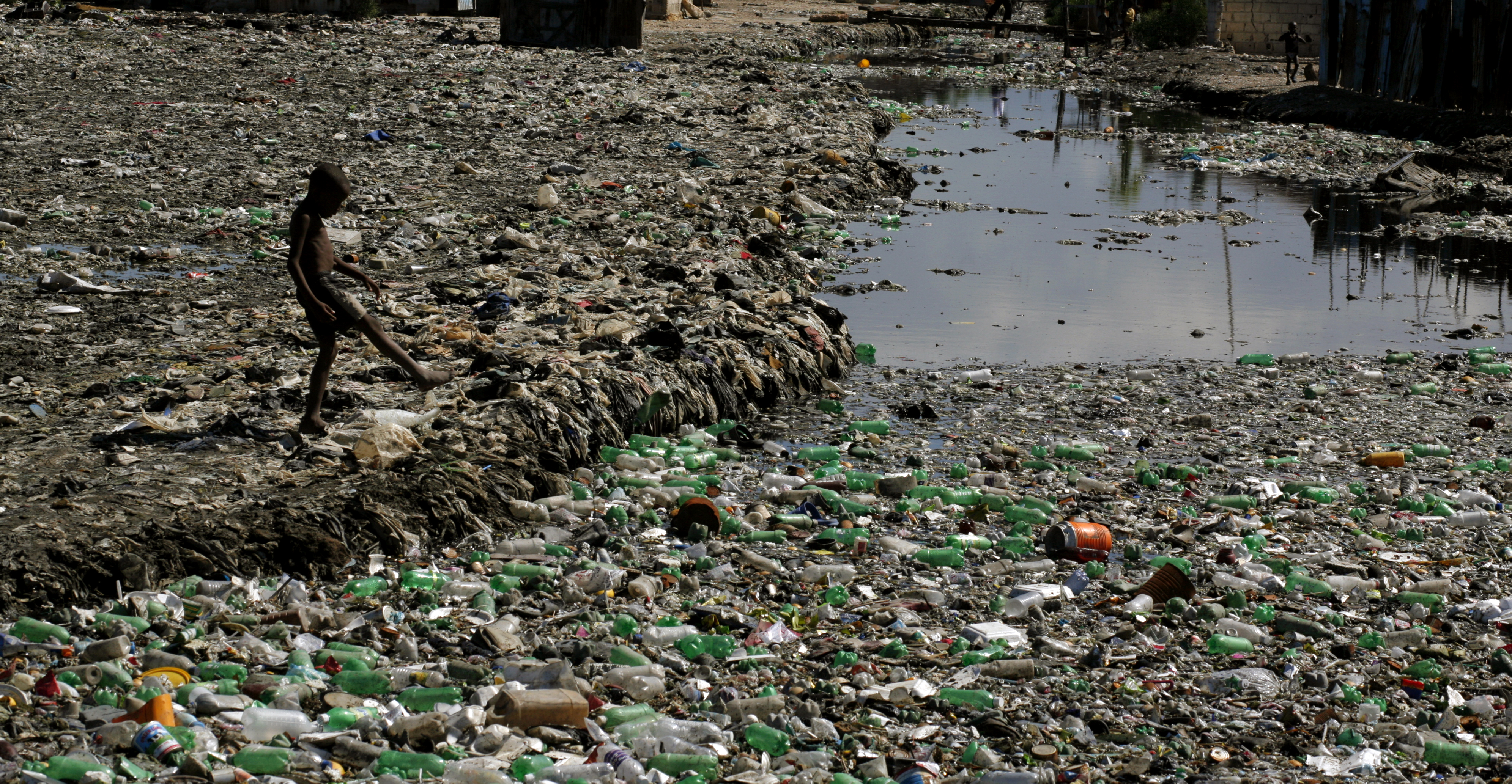
Kind auf einer Müllhalde im Elendsviertel Cité Soleil

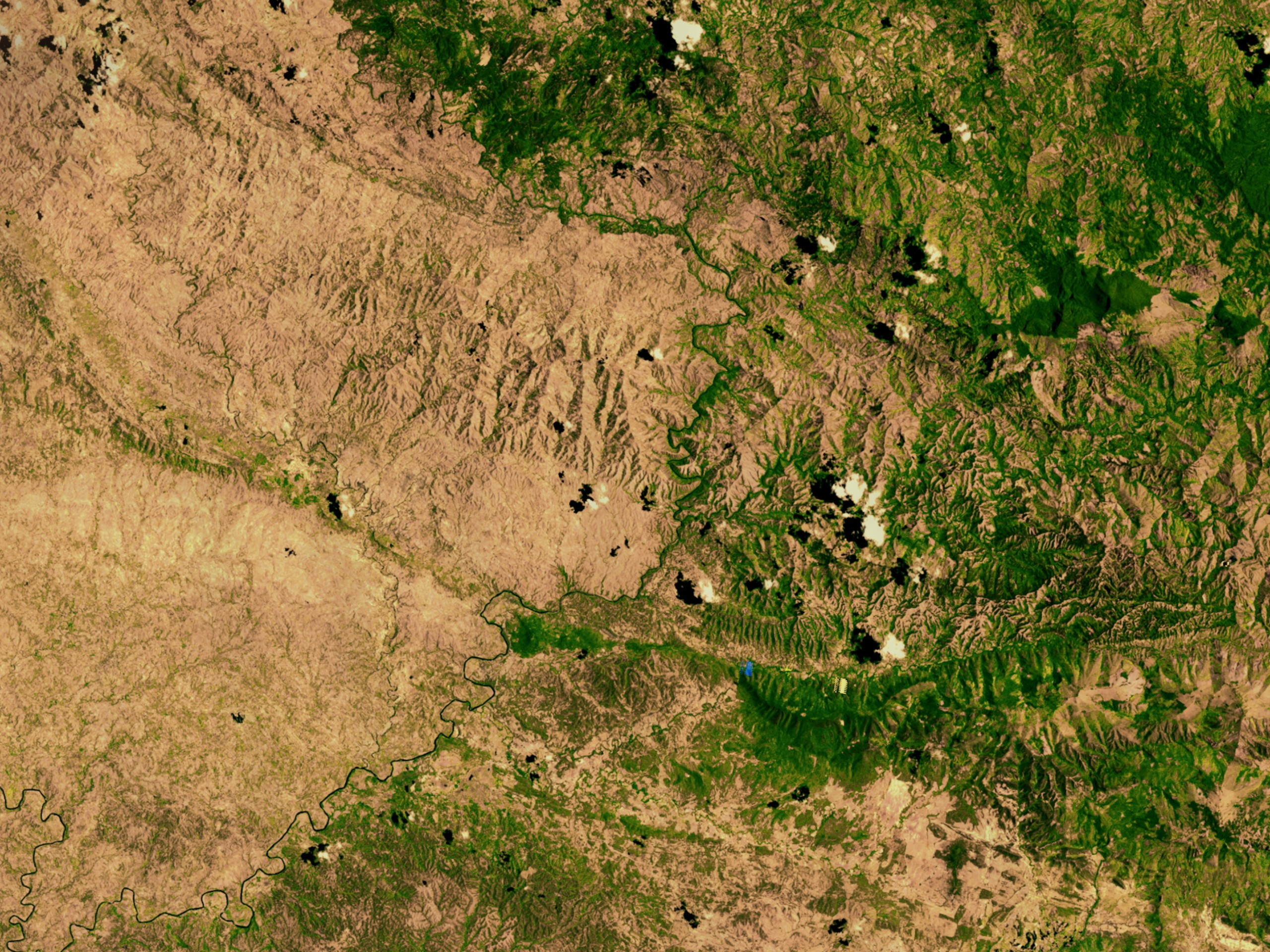
Entwaldung Haitis im Satellitenbild (links), hauptsächlich zur Gewinnung von Holzkohle

Entwicklung des realen Bruttoinlandsprodukts pro Kopf seit 1945

Haiti ist das ärmste Land der westlichen Hemisphäre. Das Land ist ein dicht bevölkerter Agrarstaat, dessen Pro-Kopf-Einkommen 2024 bei ca. 1471 Euro pro Jahr lag, was das geringste Pro-Kopf-Einkommen der Karibik und Lateinamerikas darstellt. Das Bruttoinlandsprodukt (BIP) für 2022 wurde auf 20 Milliarden US-Dollar geschätzt. Das reale Wachstum lag negativ bei −3,2 % bei einer Inflationsrate von 23 %. Trotz hoher Hilfsgelder aus dem Ausland verbesserte sich die wirtschaftliche Lage in den letzten Jahren kaum.
Im Jahr 2024 betrug der gesetzliche Mindestlohn 540 Gourdes pro Tag (entsprach 3,74 € zum aktuellen Wechselkurs).
29,2 % der Bevölkerung lebten im Jahr 2023 unter der absoluten Armutsgrenze. Für das Jahr 2023 wurde die Arbeitslosenquote auf 14,6 Prozent geschätzt.
Das Welternährungsprogramm WFP meldete im Herbst 2024, dass einer von zwei Haitianern unter Nahrungsmittelmangel leidet.
Im Global Competitiveness Index, der die Wettbewerbsfähigkeit eines Landes misst, belegte Haiti Platz 138 von 141 Ländern (Stand 2018–2019).

### Entwicklung
Das koloniale Haiti war seinerzeit das reichste Land der Karibik, wobei der Wohlstand primär der Kolonialmacht und einer kleinen einheimischen Elite zugutekam. Zucker und Kaffee wurden auf Plantagen angebaut und nach Europa exportiert. Nach der haitianischen Revolution presste Frankreich 1825 seiner ehemaligen Kolonie ein „Lösegeld“ ab, um im Gegenzug die Unabhängigkeit anzuerkennen. Haiti sollte 150 Mio. Franc bezahlen, die nach Verhandlungen zunächst auf 120. Mio. und 1838 dann auf 60. Mio. reduziert wurden, zahlbar in 30 Jahresraten bis 1867. Von gelegentlichen Zahlungsverzögerungen abgesehen wurde die Summe bis 1883 auch tatsächlich vollständig abbezahlt. Für die Bedienung dieser Raten nahm das Land aber immer wieder Kredite zu ausgesprochen schlechten Konditionen auf, so dass die Summe effektiv erst 1947 abbezahlt war.
Während des 19. Jahrhunderts setzte ein langsamer Niedergang der haitianischen Volkswirtschaft ein, deren Ursachen vielfältig waren: Die Schuldenlast, außenpolitische Blockaden und Bedrohungen, hohe Militärausgaben und ausbleibende Investitionen, politische Instabilität, massive soziale und rassische Konflikte, chaotische Landreformen und eine Umstellung der Landwirtschaft von der Plantagenwirtschaft auf primitive kleinbäuerliche Betriebe sorgten dafür, dass Haiti am Vorabend der US-amerikanischen Invasion 1915 zu den weniger entwickelten Staaten der Karibik zählte. Die US-amerikanischen Besatzer bauten zwar die Infrastruktur und staatliche Verwaltung aus, was aber an den strukturellen wirtschaftlichen Problemen nichts änderte. Heute ist Haiti, das „Armenhaus Amerikas“, der einzige Staat in Amerika, der noch zu den klassischen Entwicklungsländern zu zählen ist.
Von 1990 bis 2003 kamen rund vier Milliarden US-Dollar Hilfen aus den USA und Europa. Zur gleichen Zeit litt das Land unter einer starken Talentabwanderung, denn 80 Prozent der Haitianer mit höherer Bildung wanderten aus.

Das Erdbeben von 2010 beschädigte die ohnehin schon schwach entwickelte Infrastruktur in weiten Teilen des Landes, darunter der Hauptstadt Port-au-Prince, schwer, die Schäden konnten teilweise bis heute nicht beseitigt und die wirtschaftlichen Folgen bis heute nicht überwunden werden. Weitere Hemmnisse für den Aufbau einer funktionierenden Wirtschaft entstanden aus der Krise in Haiti seit 2018 und Naturkatastrophen wie immer wiederkehrenden Hurrikanen sowie weiteren schweren Erdbeben 2018 und 2021. Folgen der globalen Covid-19-Pandemie kamen hinzu. 

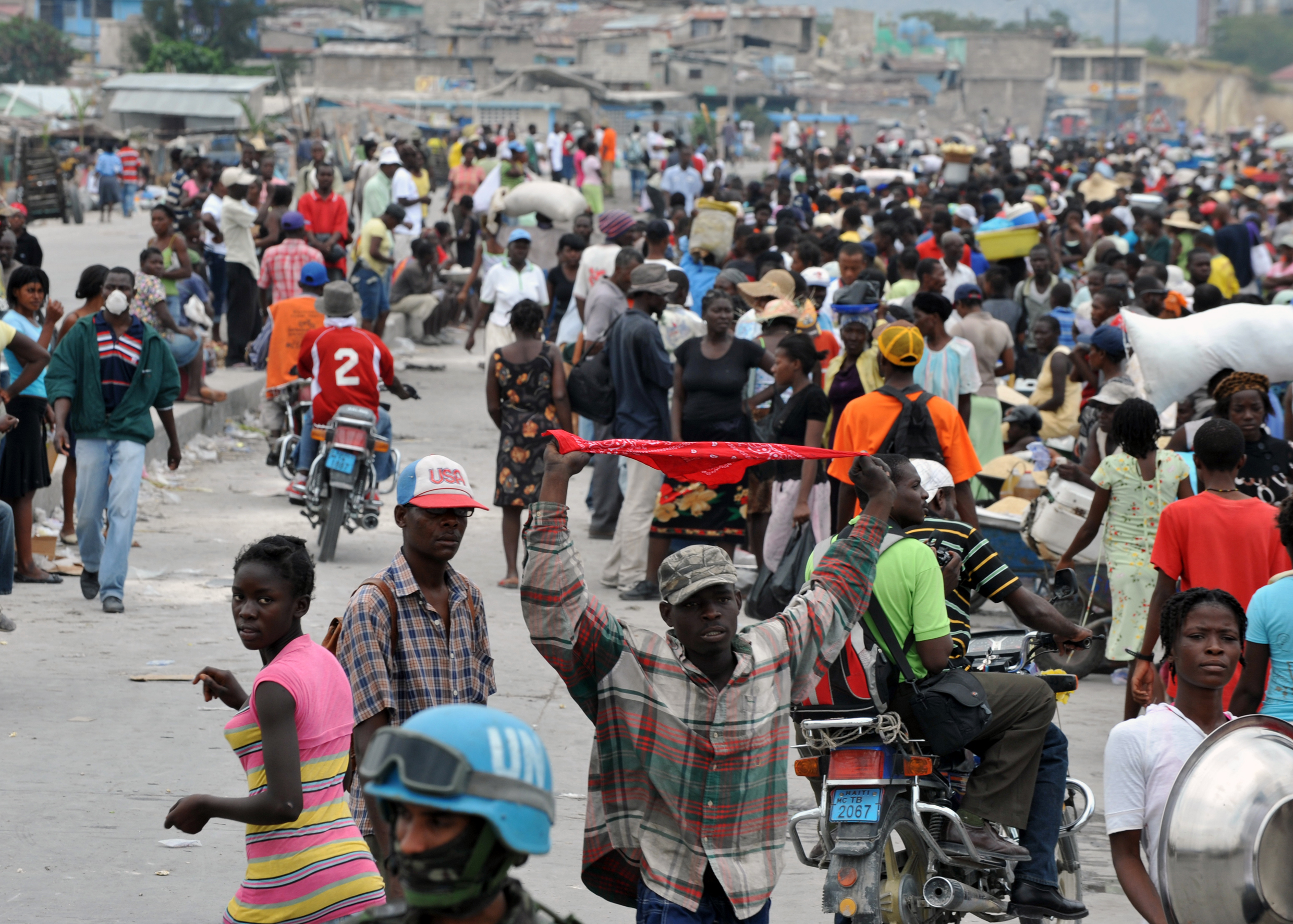
Port-au-Prince

### Wirtschaftszweige

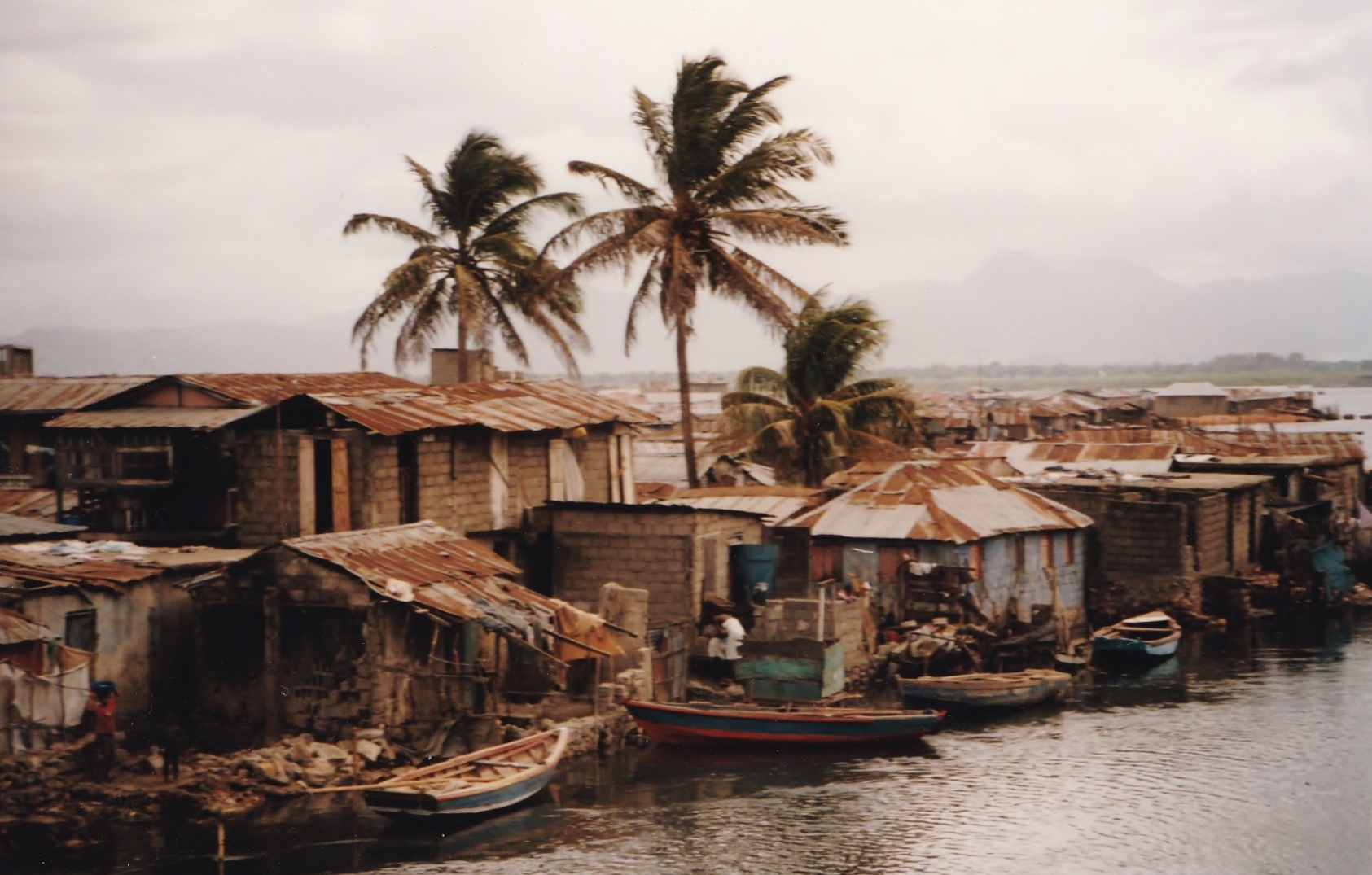
Fischerdorf in Haiti

Die Landwirtschaft macht 18 Prozent des BIP aus (Stand 2023). Etwa zwei Drittel der Bevölkerung Haitis leben von der Landwirtschaft. Hauptprodukte sind Kaffee, Mangos, Rohrzucker, Sorghumhirse und Holz. Fast alle anderen Nahrungsmittel müssen in großem Umfang importiert werden. Daneben werden auch Reis, Mais, Mangos, Kaffee und Kakao exportiert. Etwa ein Drittel des Landes wird landwirtschaftlich genutzt, jedoch sind große Flächen an Ackerfläche durch Abholzung und Erosion verloren gegangen. Mangos und Kaffee werden in erster Linie für den Export angebaut.
Die Industrie macht rund 31 Prozent des BIP aus (Stand 2023). Industriebetriebe gibt es lediglich für Textilien, Handwerk, Montage von Elektronikartikeln, Lebensmittelverarbeitung, Getränke, Tabak und Möbel.
Dienstleistungen sind für rund 48 Prozent des BIP verantwortlich (Stand 2023). Neben dem Handel gibt es Hotels und Restaurants sowie den Tourismus.

### Tourismus

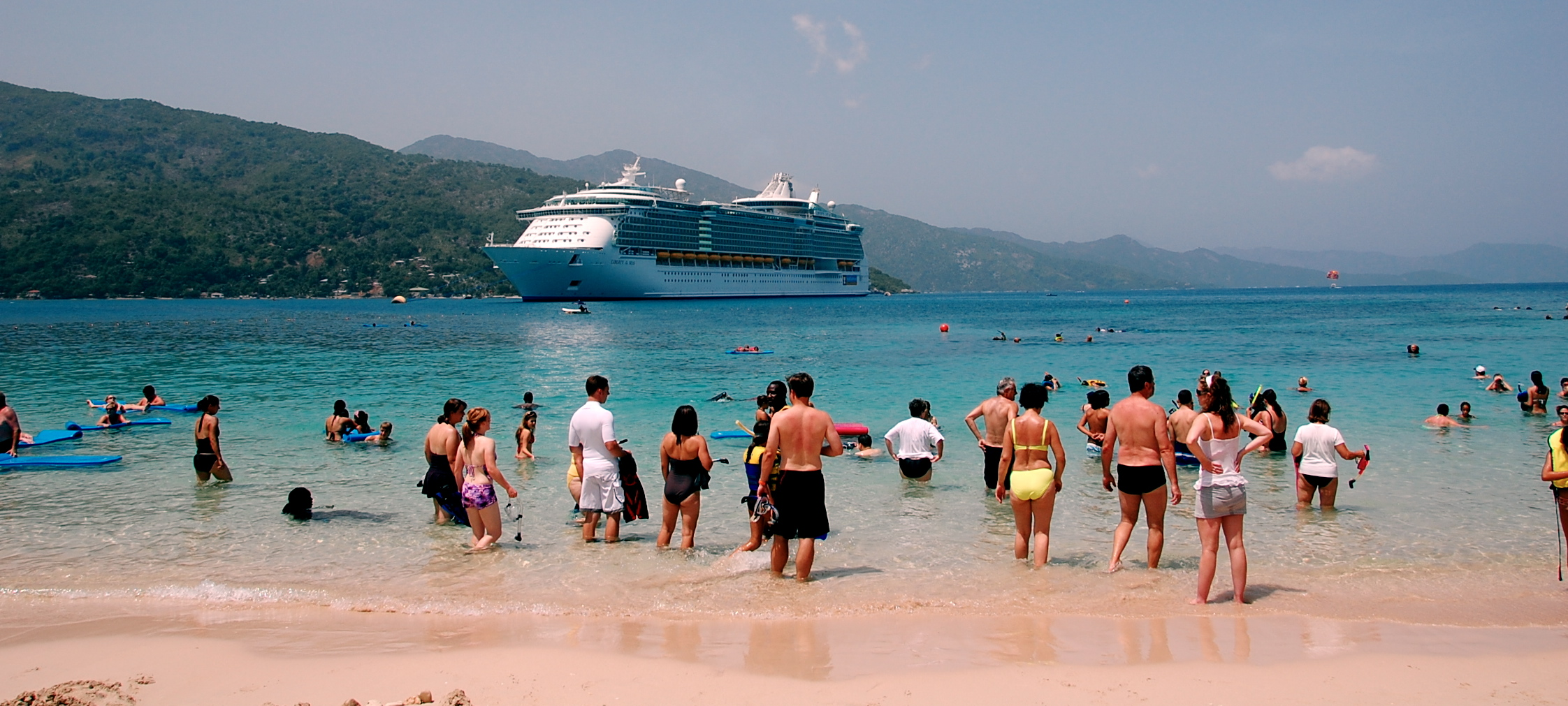
Labadee mit Kreuzfahrtschiff von Royal Caribbean

Haiti verfügt über 1700 Kilometer Karibikküste, doch gab es über viele Jahre keine ausländischen Investitionen in Strandhotels. Eine der wenigen Ausnahmen bildet eine kleine Landzunge im Nordwesten: Der Großteil der Tourismuseinnahmen des Landes stammt aus der Verpachtung der Bucht Labadee samt angrenzenden Stränden im Norden des Landes an die Kreuzfahrtreederei Royal Caribbean Cruises. Labadee wird als regelmäßiger Landgang auf den Karibikkreuzfahrten angesteuert. Die Reederei zahlt dem haitianischen Staat sechs US-Dollar pro Tourist. Das Gelände ist gegenüber dem Rest des Landes streng abgeschottet. Der Grund hierfür sind die seit Jahren bestehenden Reisewarnungen der USA und EU aufgrund von u. a. gezielten bewaffneten Raubüberfällen auf Ausländer.

### Kennzahlen
Alle BIP-Werte sind in US-Dollar (Kaufkraftparität) angegeben.
| Jahr                                    | 1980      | 1990      | 2000      | 2005      | 2010      | 2015      | 2016      | 2017      | 2018      | 2019      | 2020      | 2021      | 2022      | 2023      | 2024      |
| --------------------------------------- | --------- | --------- | --------- | --------- | --------- | --------- | --------- | --------- | --------- | --------- | --------- | --------- | --------- | --------- | --------- |
| BIP (Kaufkraftparität)                  | 10,2 Mrd. | 14,8 Mrd. | 18,8 Mrd. | 22,4 Mrd. | 26,9 Mrd. | 33,6 Mrd. | 34,5 Mrd. | 36,0 Mrd. | 35,2 Mrd. | 35,4 Mrd. | 34,9 Mrd. | 35,8 Mrd. | 37,7 Mrd. | 38,8 Mrd. | 37,7 Mrd. |
| BIP pro Kopf (Kaufkraftparität)         | 1.715     | 2.089     | 2.195     | 2.409     | 2.666     | 3.075     | 3.113     | 3.200     | 3.081     | 3.057     | 2.971     | 3.005     | 3.123     | 3.133     | 3.039     |
| BIP Wachstum (real)                     | 7,3 %     | −0,4 %    | 0,9 %     | 1,8 %     | −5,7 %    | 2,6 %     | 1,8 %     | 2,5 %     | 1,7 %     | −1,7 %    | −3,3 %    | −1,8 %    | −1,7 %    | −1,9 %    | −4,0 %    |
| Inflation                               | 19,1 %    | 21,3 %    | 11,5 %    | 16,8 %    | 4,1 %     | 7,5 %     | 11,4 %    | 10,6 %    | 11,4 %    | 17,3 %    | 22,9 %    | 15,9 %    | 27,6 %    | 44,1 %    | 26,0 %    |
| Staatsverschuldung (in Prozent des BIP) | …         | …         | 55        | 47        | 22        | 24        | 24        | 23        | 24        | 27        | 22        | 29        | 30        | 28        | 14        |

### Außenhandel
Rücküberweisungen von Emigranten und der Textilhandel machen den Großteil des Bruttoinlandsprodukts aus. 2009 wurden Haiti etwa 1,2 Milliarden US-Dollar an Auslandsschulden erlassen.
- Exporte (Waren): 1,36 Milliarden US$ (2023): Hauptsächlich Textilien
- Importe (Waren): 5,45 Milliarden US$ (2023)[124]

Seit vielen Jahren ist das Land einseitig von den Vereinigten Staaten abhängig: Es exportiert rund 80 Prozent dorthin und importiert etwa die Hälfte von dort.

### Staatshaushalt
Der Staatshaushalt umfasste 2020 Ausgaben von umgerechnet 1,5 Milliarden US-Dollar, dem standen Einnahmen von umgerechnet 1,2 Milliarden US-Dollar gegenüber. Daraus ergibt sich ein Haushaltsdefizit in Höhe von 1 % des BIP.
Die Staatsverschuldung betrug 2023 15 % des BIP.

## Kultur

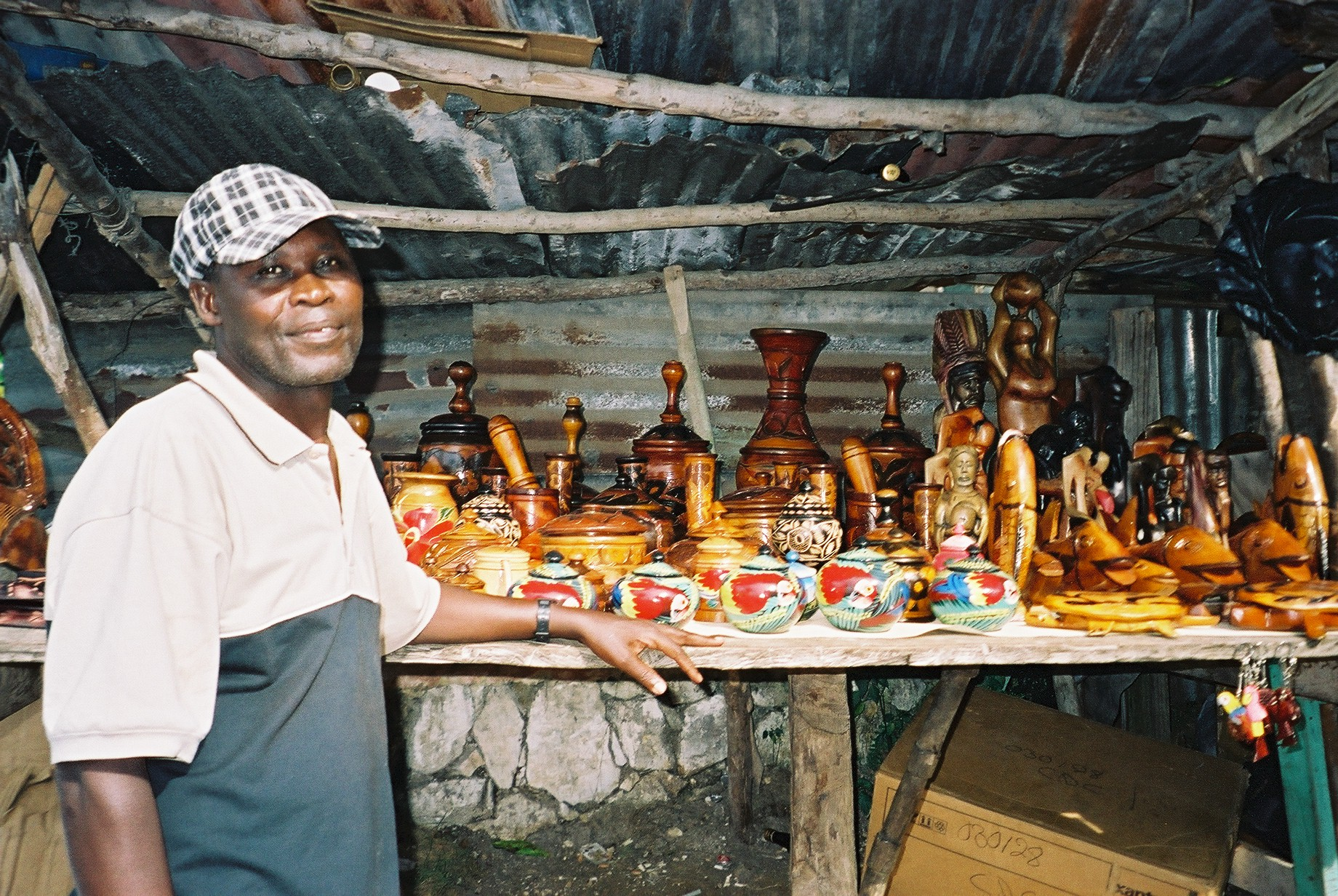
Kunsthandwerker in Port-au-Prince

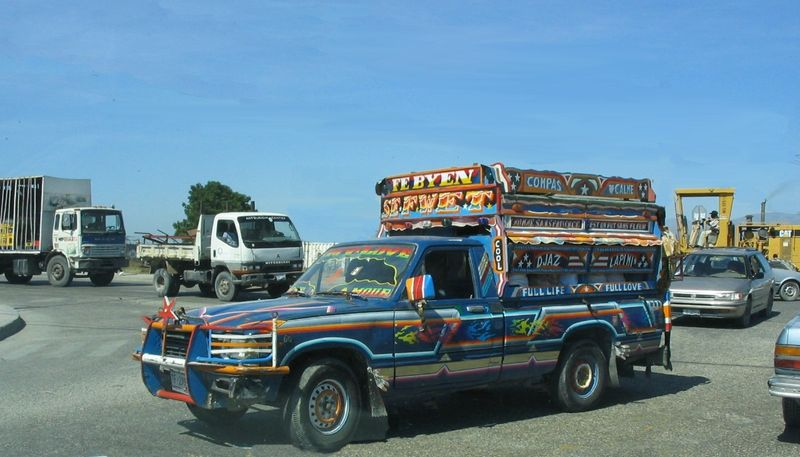
Ein „Tap-Tap“ in Port-au-Prince

Die haitianische Kultur unterscheidet sich sehr stark von derjenigen der umgebenden Länder der Karibik und des amerikanischen Doppelkontinents. Sie ist besonders stark von französischen und westafrikanischen Einflüssen geprägt. Darüber hinaus können auch Reste der spanischen oder der Taino-Kultur ausgemacht werden.

### Bräuche
Ein wichtiges Fest ist der Karneval (der von der Bevölkerung als Kanaval oder Mardi Gras bezeichnet wird). Dieser wird in weit stärkerem Ausmaß gefeiert als in Deutschland. Die Rara-Festsaison vor Ostern wird mit Tänzen und Musik gefeiert.

### Malerei
Die für Haiti typische Mischung der Kulturen findet sich beispielsweise in der haitianischen Malerei, die afrikanische, französische, spanische und indianische Wurzeln vereint. Leuchtende Farben, mythische Erzählungen, das Paradies des Dschungels, Rituale, Tänze und die Götter des Voodoo charakterisieren die Motive der haitianischen Malerei, die dazu dienen, an die haitianische Vergangenheit zu erinnern. Mit dieser Mischung werden auf den Märkten der internationalen Kunstszene hohe Preise erzielt.
Viele Künstler teilen die haitianischen Objekte in ‚Kunstschulen‘ ein, wie beispielsweise die Schule Cap Haitiens, die sich auf das Alltagsleben in den Städten spezialisiert hat, die Jacmel-Schule, welche die tiefen Täler und Berge der Küsten abbildet, oder die Saint-Soleil-Schule, die von abstrakten menschlichen Formen und dem Symbolismus des Vodou charakterisiert ist.

### Musik
Die bekannteste haitianische Musikrichtung ist der Kompa, ein Genre, in dem spanische und französische Musikelemente mit afrikanischen Rhythmen und kreolischen Gesängen kombiniert werden. Weitere typische haitianische Musikrichtungen sind Rara, Mizik Rasin, Compas und Mini-Jazz. Rap-Musik ist in Haiti beliebt und es hat sich eine eigene Stilrichtung (Haitian Rap) gebildet.
Der international bekannteste Haitianer ist vermutlich Wyclef Jean, der mit seinem Cousin Pras Michel (Prakazrel Michel) und mit Lauryn Hill als The Fugees Karriere machte, sowie auch als Solokünstler und in Zusammenarbeit mit Künstlern wie Santana („Maria Maria“ auf dem Album „Supernatural“, 1999) oder Sarah Connor („One Nite Stand“, 2002).
Der bekannteste Deutsche mit haitianischer Abstammung ist der Rapper Torch, Gründungsmitglied der Band Advanced Chemistry, der als Mitbegründer der deutschen Hip-Hop-Szene gilt und unter dem Pseudonym DJ Haitian Star weltweit bekannt ist.
Auch die familiären Wurzeln der Multi-Instrumentalistin Régine Chassagne (The Arcade Fire) reichen zurück bis nach Haiti. Sie floh mit ihren Eltern in den 1970er Jahren nach Chicago, um dem Regime von Diktator Duvalier zu entkommen. Zum Album „Funeral“ von Arcade Fire gehört ein Lied namens „Haiti“, das die Situation unter der Diktatur Duvaliers schildert.

### Sport
Im Jahre 1974 qualifizierte sich Haiti überraschend für die Fußball-WM in Deutschland. Sensationellerweise ging der „Fußball-Zwerg“ im ersten Spiel gegen Vizeweltmeister Italien durch ein Tor von Emmanuel Sanon in Führung, unterlag jedoch am Ende und konnte die erste Runde nicht überstehen. Der Torhüter der Haitianer, Henri Françillon, wurde nach dem Turnier für die Saison 1974/75 vom TSV 1860 München für die Zweite Bundesliga verpflichtet.
Special Olympics Haiti wurde 2003 gegründet und nahm mehrmals an Special Olympics Weltspielen teil. Der Verband kündigte seine Teilnahme an den Special Olympics World Summer Games 2023 in Berlin an.